# Stammstrecke 1 (U-Bahn München)
| Karte |                               |  |  |  |                              |                     |
| Streckenlänge: | 41 km                         |  |  |  |                              |                     |
| Spurweite: | 1435 mm (Normalspur)          |  |  |  |                              |                     |
| Stromsystem: | Stromschiene (750 V) =        |  |  |  |                              |                     |
| |                               |  |  |  |                              |                     |
| Eröffnung: | 19. Oktober 1971              |  |  |  |                              |                     |
| \| \| \| \| \| \| Garching-Forschungszentrum \| \| \| \| \| \| \| \| \| \| \| \| \| \| \| \| \| \| \| \| \| \| \| \| \| \| \| \| \| \| \| \| Garching \| \| \| \| \| \| \| \| \| \| \| \| \| \| \| \| Garching-Hochbrück \| \| \| \| \| \| \| \| \| \| \| \| \| \| \| \| Stadtgrenze Garching/München \| \| \| \| \| \| \| \| A99 \| \| \| \| \| \| \| \| \| \| \| \| \| \| \| \| Fröttmaning \| \| \| \| \| \| \| \| \| \| \| \| \| \| \| \| Betriebshof Nord \| \| \| Moosach \| \| \| \| \| \| \| \| \| \| \| \| \| Kieferngarten \| \| \| Moosacher St.-Martins-Platz \| Moosacher St.-Martins-Platz \| \| \| \| Heidemannbrücke \| Heidemannbrücke \| \| Olympia-Einkaufszentrum \| Olympia-Einkaufszentrum \| \| \| \| Freimann \| Freimann \| \| \| \| \| \| \| zum Nordring \| \| \| \| \| \| \| \| A9 \| \| \| Oberwiesenfeld \| Oberwiesenfeld \| \| \| \| Frankfurter Ring \| Frankfurter Ring \| \| \| \| \| \| \| Studentenstadt \| \| \| Olympiazentrum \| \| \| \| \| \| \| \| \| \| \| \| \| \| \| \| Petuelring \| \| \| \| \| \| \| \| U2 nach Feldmoching \| U2 nach Feldmoching \| \| \| \| Alte Heide \| Alte Heide \| \| Scheidplatz \| Scheidplatz \| \| \| \| Nordfriedhof \| Nordfriedhof \| \| U2/U8 nach Hauptbahnhof \| U2/U8 nach Hauptbahnhof \| \| \| \| Dietlindenstraße \| Dietlindenstraße \| \| Bonner Platz \| \| \| \| \| \| \| \| \| \| \| \| \| \| \| \| \| \| \| \| \| Münchner Freiheit \| \| \| \| \| \| \| \| \| \| \| \| \| \| \| \| Giselastraße \| \| \| \| \| \| \| \| Universität \| \| \| \| \| \| \| \| \| \| \| \| \| \| \| \| Odeonsplatz \| \| \| \| \| \| \| \| Marienplatz \| \| \| \| \| \| \| \| Sendlinger Tor \| \| \| \| \| \| \| \| \| \| \| \| \| \| \| \| \| \| \| nach Schwanthalerhöhe (U4/U5) \| nach Schwanthalerhöhe (U4/U5) \| \| \| \| Goetheplatz \| Goetheplatz \| \| Betriebsanlage Theresienwiese \| Betriebsanlage Theresienwiese \| \| \| \| Poccistraße \| Poccistraße \| \| \| \| \| \| \| \| \| \| \| \| \| \| \| Implerstraße \| \| \| \| \| \| \| \| \| \| \| Harras \| Harras \| \| \| \| Brudermühlstraße \| Brudermühlstraße \| \| \| \| \| \| \| \| \| \| Partnachplatz \| Partnachplatz \| \| \| \| Thalkirchen \| Thalkirchen \| \| \| \| \| \| \| Obersendling \| \| \| Westpark \| \| \| \| \| \| \| \| Holzapfelkreuth \| Holzapfelkreuth \| \| \| \| Aidenbachstraße \| Aidenbachstraße \| \| \| \| \| \| \| Machtlfinger Straße \| \| \| Haderner Stern \| \| \| \| \| \| \| \| Großhadern \| Großhadern \| \| \| \| Forstenrieder Allee \| Forstenrieder Allee \| \| \| \| \| \| \| Basler Straße \| \| \| Klinikum Großhadern \| \| \| \| \| \| \| \| \| \| \| \| \| Fürstenried West \| \| \| in Bau Martinsried \| \| \| \| \| \| \| |                               |  |  |  |                              |                     |
| Quelle: |                               |  |  |  |                              |                     |
| |                               |  |  |  | Garching-Forschungszentrum   |                     |
| |                               |  |  |  |                              |                     |
| |                               |  |  |  |                              |                     |
| |                               |  |  |  |                              |                     |
| |                               |  |  |  | Garching                     |                     |
| |                               |  |  |  |                              |                     |
| |                               |  |  |  | Garching-Hochbrück           |                     |
| |                               |  |  |  |                              |                     |
| |                               |  |  |  | Stadtgrenze Garching/München |                     |
| |                               |  |  |  | A99                          |                     |
| |                               |  |  |  |                              |                     |
| |                               |  |  |  | Fröttmaning                  |                     |
| |                               |  |  |  |                              |                     |
| |                               |  |  |  | Betriebshof Nord             |                     |
| Moosach |                               |  |  |  |                              |                     |
| |                               |  |  |  | Kieferngarten                |                     |
| Moosacher St.-Martins-Platz | Moosacher St.-Martins-Platz   |  |  |  | Heidemannbrücke              | Heidemannbrücke     |
| Olympia-Einkaufszentrum | Olympia-Einkaufszentrum       |  |  |  | Freimann                     | Freimann            |
| |                               |  |  |  | zum Nordring                 |                     |
| |                               |  |  |  | A9                           |                     |
| Oberwiesenfeld | Oberwiesenfeld                |  |  |  | Frankfurter Ring             | Frankfurter Ring    |
| |                               |  |  |  | Studentenstadt               |                     |
| Olympiazentrum |                               |  |  |  |                              |                     |
| |                               |  |  |  |                              |                     |
| Petuelring |                               |  |  |  |                              |                     |
| U2 nach Feldmoching | U2 nach Feldmoching           |  |  |  | Alte Heide                   | Alte Heide          |
| Scheidplatz | Scheidplatz                   |  |  |  | Nordfriedhof                 | Nordfriedhof        |
| U2/U8 nach Hauptbahnhof | U2/U8 nach Hauptbahnhof       |  |  |  | Dietlindenstraße             | Dietlindenstraße    |
| Bonner Platz |                               |  |  |  |                              |                     |
| U3 | U3                            |  |  |  | U6                           | U6                  |
| |                               |  |  |  | Münchner Freiheit            |                     |
| |                               |  |  |  |                              |                     |
| |                               |  |  |  | Giselastraße                 |                     |
| |                               |  |  |  | Universität                  |                     |
| |                               |  |  |  |                              |                     |
| |                               |  |  |  | Odeonsplatz                  |                     |
| |                               |  |  |  | Marienplatz                  |                     |
| |                               |  |  |  | Sendlinger Tor               |                     |
| |                               |  |  |  |                              |                     |
| |                               |  |  |  |                              |                     |
| nach Schwanthalerhöhe (U4/U5) | nach Schwanthalerhöhe (U4/U5) |  |  |  | Goetheplatz                  | Goetheplatz         |
| Betriebsanlage Theresienwiese | Betriebsanlage Theresienwiese |  |  |  | Poccistraße                  | Poccistraße         |
| |                               |  |  |  |                              |                     |
| |                               |  |  |  | Implerstraße                 |                     |
| U6 | U6                            |  |  |  | U3                           | U3                  |
| Harras | Harras                        |  |  |  | Brudermühlstraße             | Brudermühlstraße    |
| |                               |  |  |  |                              |                     |
| Partnachplatz | Partnachplatz                 |  |  |  | Thalkirchen                  | Thalkirchen         |
| |                               |  |  |  | Obersendling                 |                     |
| Westpark |                               |  |  |  |                              |                     |
| Holzapfelkreuth | Holzapfelkreuth               |  |  |  | Aidenbachstraße              | Aidenbachstraße     |
| |                               |  |  |  | Machtlfinger Straße          |                     |
| Haderner Stern |                               |  |  |  |                              |                     |
| Großhadern | Großhadern                    |  |  |  | Forstenrieder Allee          | Forstenrieder Allee |
| |                               |  |  |  | Basler Straße                |                     |
| Klinikum Großhadern |                               |  |  |  |                              |                     |
| |                               |  |  |  | Fürstenried West             |                     |
| in Bau Martinsried |                               |  |  |  |                              |                     |

Die Stammstrecke 1 der Münchner U-Bahn ist die älteste von insgesamt drei realisierten Stammstrecken im U-Bahn-Netz der bayerischen Landeshauptstadt München. Sie verläuft überwiegend in Nord-Süd-Richtung und wird derzeit von den beiden U-Bahn-Linien U3 und U6 befahren. Zwischen den U-Bahnhöfen Münchner Freiheit und Implerstraße verlaufen die Linien U3 und U6 auf einem gemeinsamen Streckenweg, davor bzw. dahinter verzweigt sich die Strecke in jeweils zwei Äste, die nur von einer der beiden Linien bedient werden; ferner verkehrt auf dem kurzen Teilstück Olympiazentrum–Scheidplatz die Verstärkerlinie U8. Die Stammstrecke 1 ist 41 Kilometer lang und besitzt 42 U-Bahnhöfe, drei davon liegen im benachbarten Garching bei München. Der Nordast der U6 verläuft teilweise oberirdisch, die übrigen Strecken liegen vollständig im Tunnel.
Im Oktober 1971 fuhren die ersten Züge der Linie U6 zwischen Goetheplatz und Kieferngarten, sieben Monate später nahm mit der Eröffnung der Strecke zum Olympiapark die Linie U3 ihren Betrieb auf. In den folgenden vier Jahrzehnten wurden zwölf Verlängerungen bzw. Ausbauten fertiggestellt, zuletzt im Dezember 2010 der Abschnitt der Linie U3 zwischen den U-Bahnhöfen Olympia-Einkaufszentrum und Moosach. Heute verbindet die U3 Moosach mit der Station U-Bahnhof Fürstenried West, während die U6 zwischen Garching und dem Klinikum Großhadern verkehrt.  Im Bau befindet sich eine Verlängerung der südlichen U6 nach Martinsried, deren Bau Ende 2022 startete (Spatenstich Anfang 2023). Nach Vollendung dieser Verlängerung wird sie die zweite Strecke der Münchner U-Bahn außerhalb der Stadtgrenzen Münchens sein – die andere ist das Nordende der U6 in Garching.

## Geschichte
Die U6 befährt die älteste Münchner U-Bahn-Strecke. Der Lindwurmtunnel (Abschnitt zwischen Sendlinger Tor und einschließlich Bahnhof Goetheplatz) wurde bereits 1938–1941 als Teil einer Nord-Süd-S-Bahn-Strecke erbaut, die im Wesentlichen dem heutigen Verlauf der U6 ähnelt. Der Bahnhof Goetheplatz ist aus diesem Grund einige Meter länger als die üblichen 120 Meter Bahnsteiglänge, da er für andere Züge konzipiert wurde. Dieser Tunnel wurde beim Bau der U6 ab 1. Februar 1965 in die Linienführung integriert. Ab 19. Oktober 1971 fuhren die ersten Züge zwischen Kieferngarten und Goetheplatz. Der Name U6 wurde gewählt, weil die U-Bahn die Tramlinie 6 in der Leopoldstraße ersetzte.

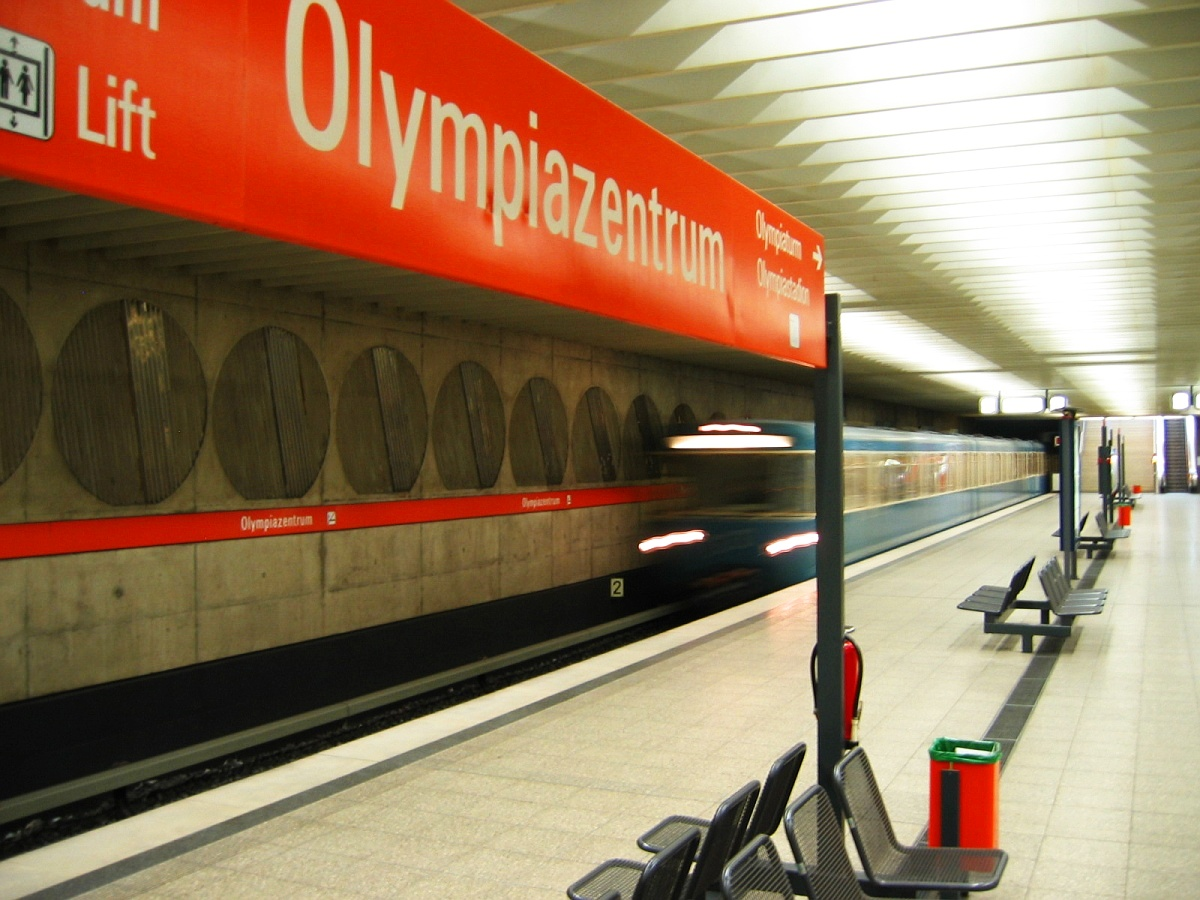
Der U-Bahnhof Olympiazentrum ist seit 8. Mai 1972 in Betrieb

Der Bau der Linie U3 wurde drastisch beschleunigt, als München Mitte der 1960er Jahre den Zuschlag für die Olympischen Sommerspiele 1972 bekam. 1966 wurde der erst ein Jahr zuvor verabschiedete Liniennetzplan revidiert und die U3 als Zubringer zum Olympiagelände festgelegt, da die ursprünglich geplante Streckenführung über den Hauptbahnhof in der Kürze der Zeit nicht realisiert werden konnte. Außerdem hielt man für den Betrieb die direkte Anbindung an die in Fröttmaning gelegene Technische Basis für erforderlich. Die Stationen, die nicht bereits im Zuge der Eröffnung der U6 in Betrieb genommen wurden (Bonner Platz bis Olympiazentrum), wurden am 8. Mai 1972 eröffnet.
Am 22. November 1975 wurden die Haltestellen Implerstraße und Harras eröffnet. Bereits damals wurde der Bahnhof Implerstraße als Verzweigungsbahnhof gebaut, obwohl der Südast der U3 erst 14 Jahre später in Betrieb ging. Die U3 endete damals am Harras, wo es nun eine zweite Umsteigemöglichkeit zur S-Bahn gab. Die zwischen Goetheplatz und Implerstraße gelegene Station Poccistraße wurde erst nachträglich gebaut und am 28. Mai 1978 eröffnet. Der Abschnitt über Partnachplatz und Westpark bis Holzapfelkreuth wurde zur Internationalen Gartenbauausstellung (IGA) am 16. April 1983 als Blumenlinie eröffnet. Die Gestaltung der drei Bahnhöfe, die demselben Grundmuster folgt, wurde mit dem Internationalen Designpreis 1983/84 ausgezeichnet.
Der südliche Ast der Trasse wurde erst in den 1980er Jahren vorangetrieben. Ab dem 28. Oktober 1989 konnte man vom U-Bahnhof Implerstraße zur damaligen Endhaltestelle Forstenrieder Allee fahren. Dadurch wurde der Abschnitt zwischen Implerstraße und Holzapfelkreuth nicht mehr von der U3 bedient. Am 1. Juni 1991 wurde der heutige Endbahnhof Fürstenried West erreicht. Die bisherige Tramlinie 16 (Harras – Ratzingerplatz – Fürstenried) hatte ausgedient und wurde in Etappen abgebaut. Weitere Streckenverlängerungen im Süden zum Klinikum Großhadern (am 22. Mai 1993) und im Norden nach Fröttmaning (am 30. Juni 1994) und weiter nach Garching-Hochbrück (am 28. Oktober 1995) folgten.

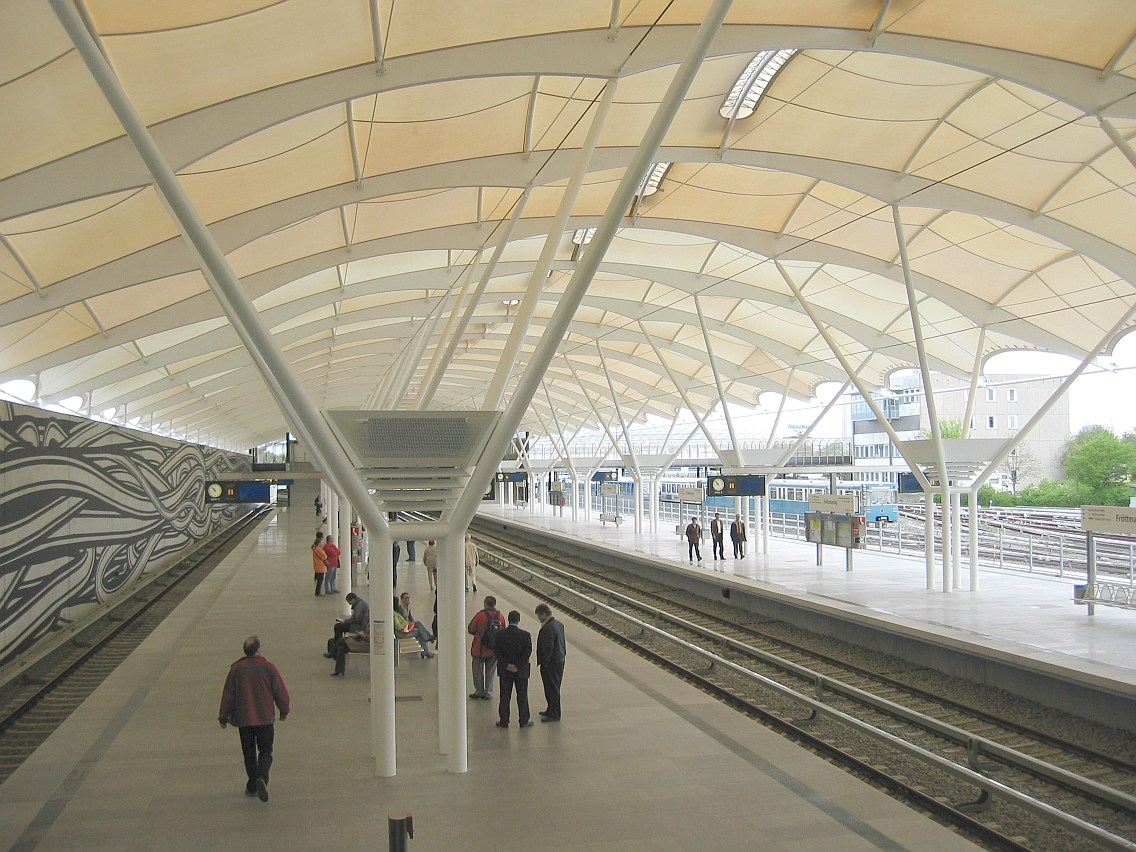
Der U-Bahnhof Fröttmaning wurde vom 10. Oktober 2002 bis 4. Mai 2005 umgebaut.

Für den Anschluss der Allianz Arena wurde der Bahnhof Fröttmaning zwischen 10. Oktober 2002 und 4. Mai 2005 umgebaut. Der Bahnhof wurde um etwa eine halbe Bahnsteiglänge nach Norden verschoben, der bestehende Bahnsteig abgerissen, ein zweiter Bahnsteig gebaut und nördlich des nun viergleisigen Bahnhofes eine neue Abstellanlage errichtet. Der jetzige Bahnhof ist komplett überdacht und verfügt jetzt auch am Nordende über einen Zugang, der sich direkt an die Esplanade der Allianz Arena anschließt.
Freimann war lange Zeit der letzte U-Bahnhof, der nicht barrierefrei erreichbar war. Seit August 2006 wurden drei Fahrstühle nachgerüstet, so dass seit Juni 2009 auch dieser Bahnhof für mobilitätseingeschränkte Personen mühelos erreichbar ist.
Die auf Garchinger Gebiet verlaufende Strecke von Garching-Hochbrück nach Garching-Forschungszentrum wurde am 14. Oktober 2006 eröffnet. Die gesamte Strecke jenseits der Münchner Stadtgrenze, die kurz hinter dem Bahnhof Fröttmaning liegt, wurde von der Stadt Garching mit Finanzhilfen des Freistaats Bayern und des Landkreises München gebaut, die zudem zwei Langzüge kaufte. Die Infrastruktur und Fahrzeuge wurde an die betriebsführende Münchner Verkehrsgesellschaft verpachtet. Zum Herbst 2023 verkaufte die Stadt die Fahrzeuge und Bauwerke an den Landkreis München und blieb lediglich Eigentümer der Grundstücke.
Bis 2007 endete die Linie U3 im Norden der Stadt am Bahnhof Olympiazentrum. Ende Oktober 2007 wurden die beiden Stationen Oberwiesenfeld und Olympia-Einkaufszentrum eröffnet. Im Dezember 2010 erfolgte die Verlängerung über den Moosacher St.-Martins-Platz nach Moosach mit Anbindung an die S1.
Ab den Zehnerjahren des 21. Jahrhunderts kam es zu umfangreichen Bestandssanierungen. Da die damals 40 Jahre alte Heidemannbrücke zwischen den Bahnhöfen Freimann und Kieferngarten (Nordast der U6) von Grund auf saniert werden musste, war die Strecke zwischen den Bahnhöfen Studentenstadt und Kieferngarten 2013 und 2014 für jeweils 3 Monate unterbrochen. In dieser Zeit wurden erst die West-, danach die Ostseite der Brücke erneuert. Das jeweils andere Gleis musste für die Erreichbarkeit mit Baufahrzeugen zur Verfügung stehen. Seit dem Frühjahr 2017 fanden am U-Bahnhof Sendlinger Tor umfangreiche Umbau- und Sanierungsarbeiten statt. Stand 2019 war eine Fertigstellung Ende 2023 vorgesehen.

## Strecken

### Nord (U3)

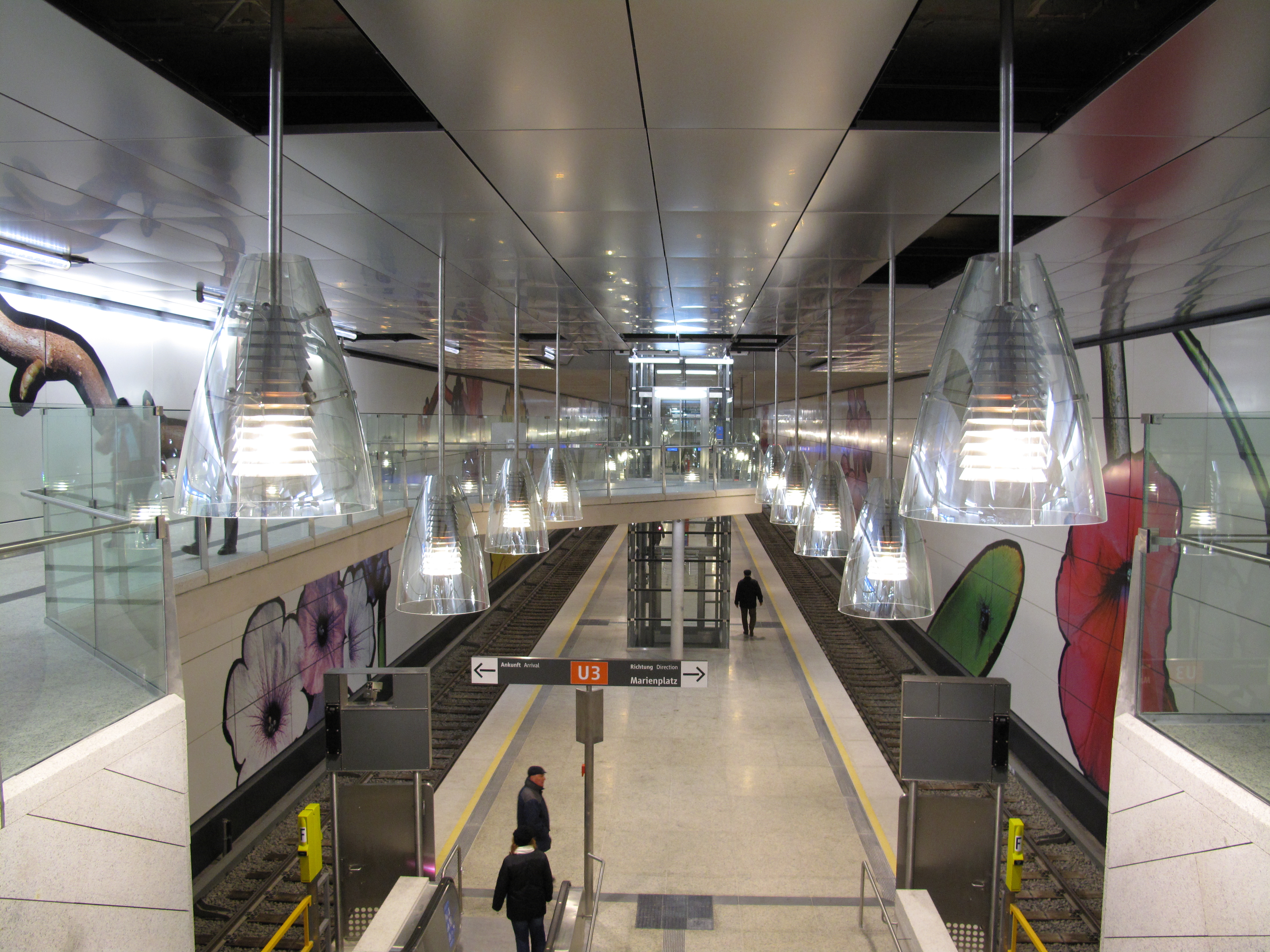
Bahnhof München-Moosach: Nördlicher Endpunkt der U3

Im Norden beginnt die Linie U3 seit Dezember 2010 am Regional- und S-Bahnhof München-Moosach. Über die Station unter dem Moosacher St.-Martins-Platz führt die Strecke zur zweiten Ebene des U-Bahnhofs Olympia-Einkaufszentrum. In der darüber liegenden ersten Ebene beginnt der nördliche Zweig der Linie U1, der durch die Stadtteile Gern und Neuhausen verläuft und am Hauptbahnhof in die zweite Stammstrecke mündet.
Über die Station Oberwiesenfeld, welche den nördlichen Teil des Olympiaparks erschließt und deshalb auch den Projektnamen Olympiapark Nord trug, wird der viergleisige U-Bahnhof Olympiazentrum erreicht. Dieser war von 1972 bis 2007 Endhaltestelle der Linie U3 und hieß während dieser Zeit wegen der Lage des Olympiaparks im nördlichen Teil des Oberwiesenfeldes zeitweise Olympiazentrum (Oberwiesenfeld). Vor der Planung des Olympiaparks sollte die Station nur Oberwiesenfeld heißen. Seit dem 15. Dezember 2013 endet in dieser Station mit der nur samstags zum Sendlinger Tor verkehrenden Verstärkerlinie U8 wieder eine U-Bahn-Linie.
Über den U-Bahnhof Petuelring wird der viergleisige Kreuzungsbahnhof Scheidplatz, der auch auf dem nördlichen Zweig der Linie U2 liegt, erreicht. In dieser Station halten die Züge der Linien U2 und U3 in beiden Fahrtrichtungen jeweils gleichzeitig an einem Mittelbahnsteig, um bequemes Umsteigen ohne Wartezeiten zu ermöglichen. Auch wechselt hier die Linie U8 auf die Strecke der Linie U2.
Über den Bonner Platz wird schließlich die Münchner Freiheit erreicht, wo der nördliche Zweig der Linie U3 in die erste Stammstrecke d. h. gemeinsame Teilstrecke der Linien U3 und U6 mündet.
Die vier Bahnhöfe Olympiazentrum, Petuelring, Scheidplatz und Bonner Platz sind alle in Sichtbeton mit Reliefs an den Wänden gestaltet, die Leitfarbe orange für die U3 spiegelt sich im Linienband und der sonstigen Bahnhofsarchitektur wider. Sie weichen in Form und Gestaltung bereits recht stark von der Grundform der nur kurz zuvor geplanten und ausgeführten Bahnhöfe der U6 ab – die Olympiaentscheidung und das damit verbundene Renommee rechtfertigten ein eigenständiges Erscheinungsbild der Bahnhöfe. 2020 stellte das Bayerische Landesamt für Denkmalpflege die vier U-Bahnhöfe unter Denkmalschutz.

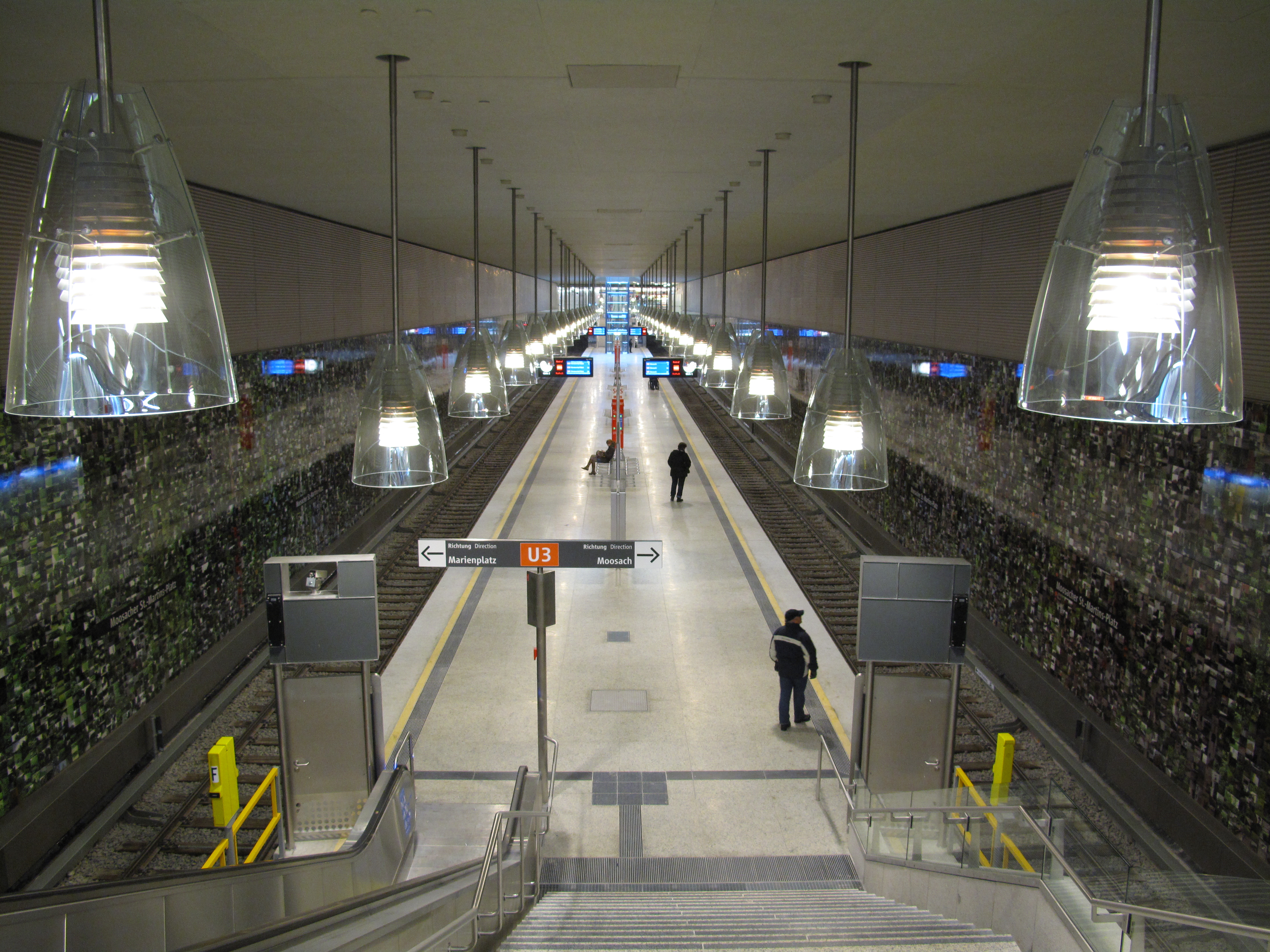
Moosacher St.-Martins Platz
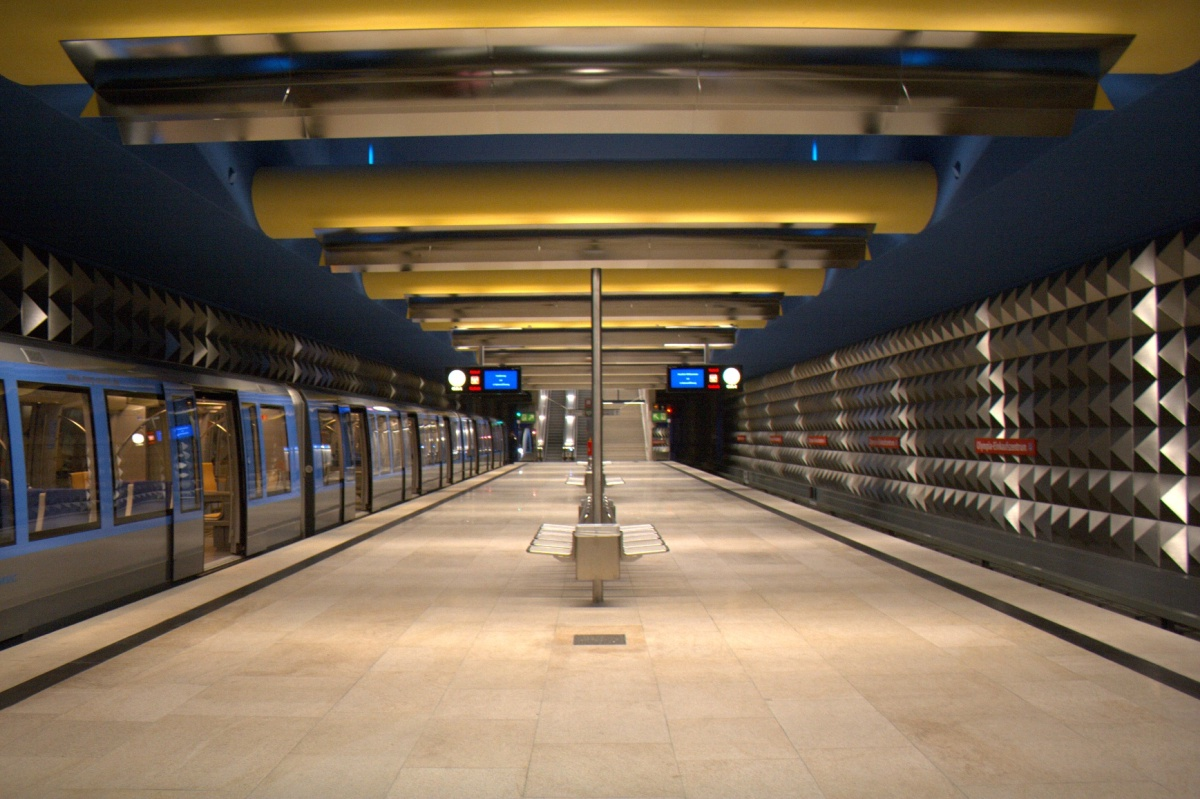
Olympia-Einkaufszentrum Ebene 2 / Linie U3
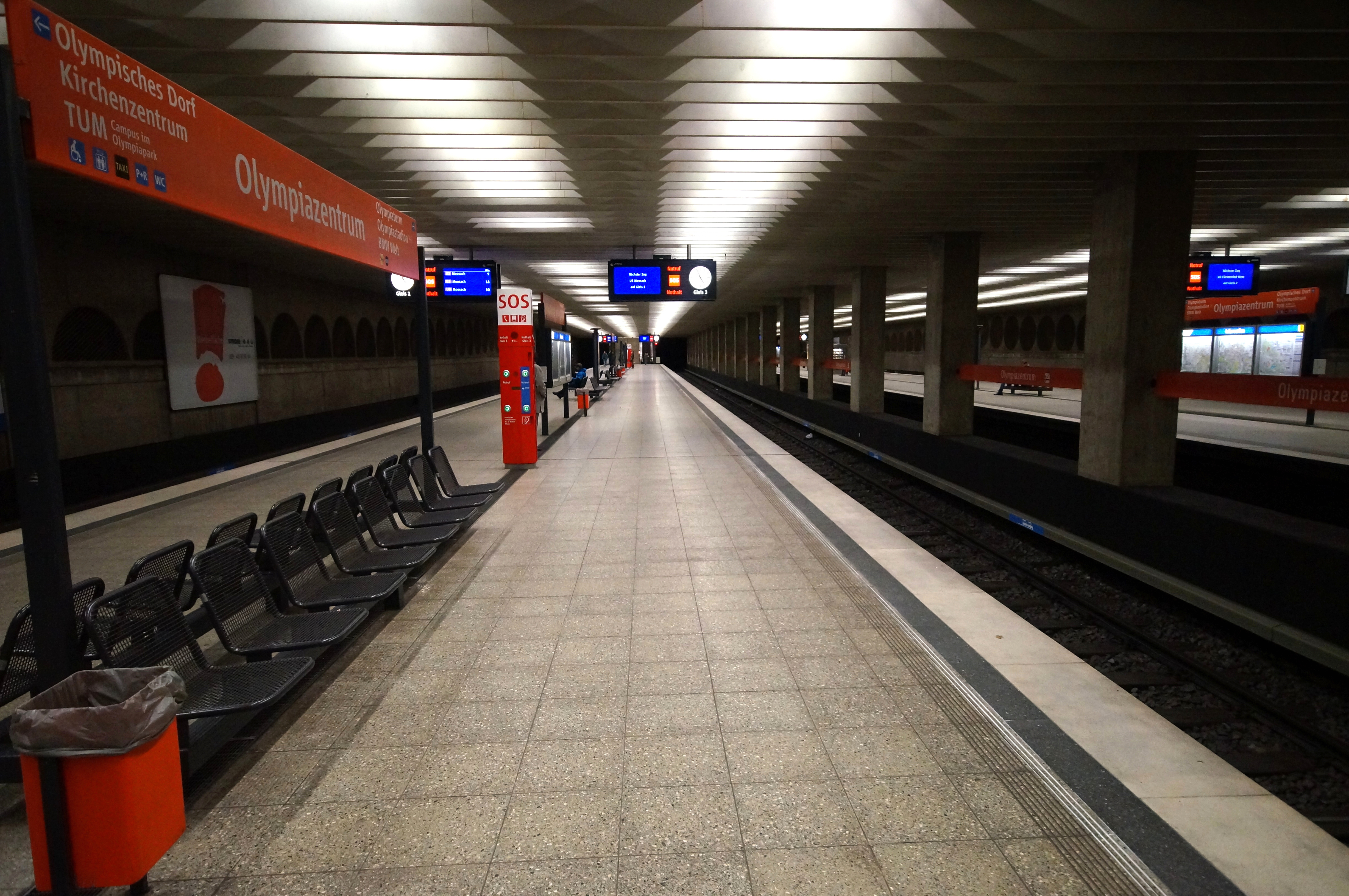
Olympiazentrum
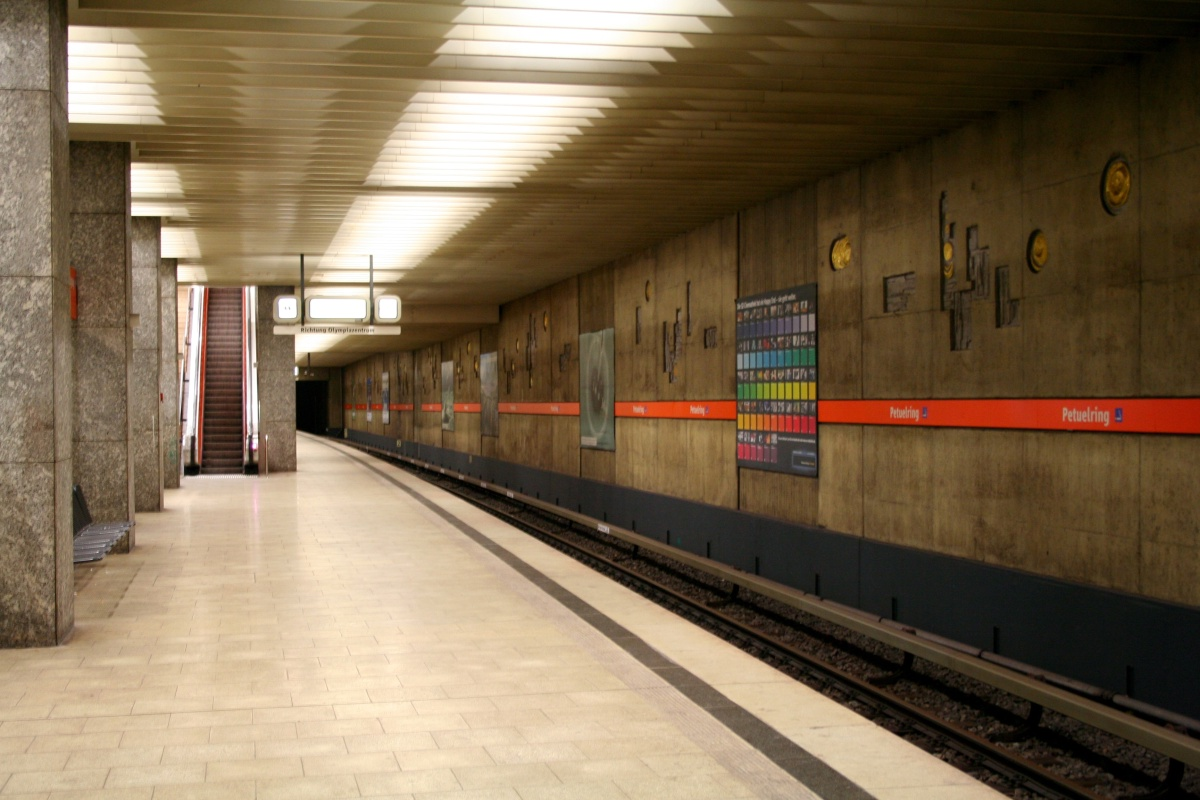
Petuelring
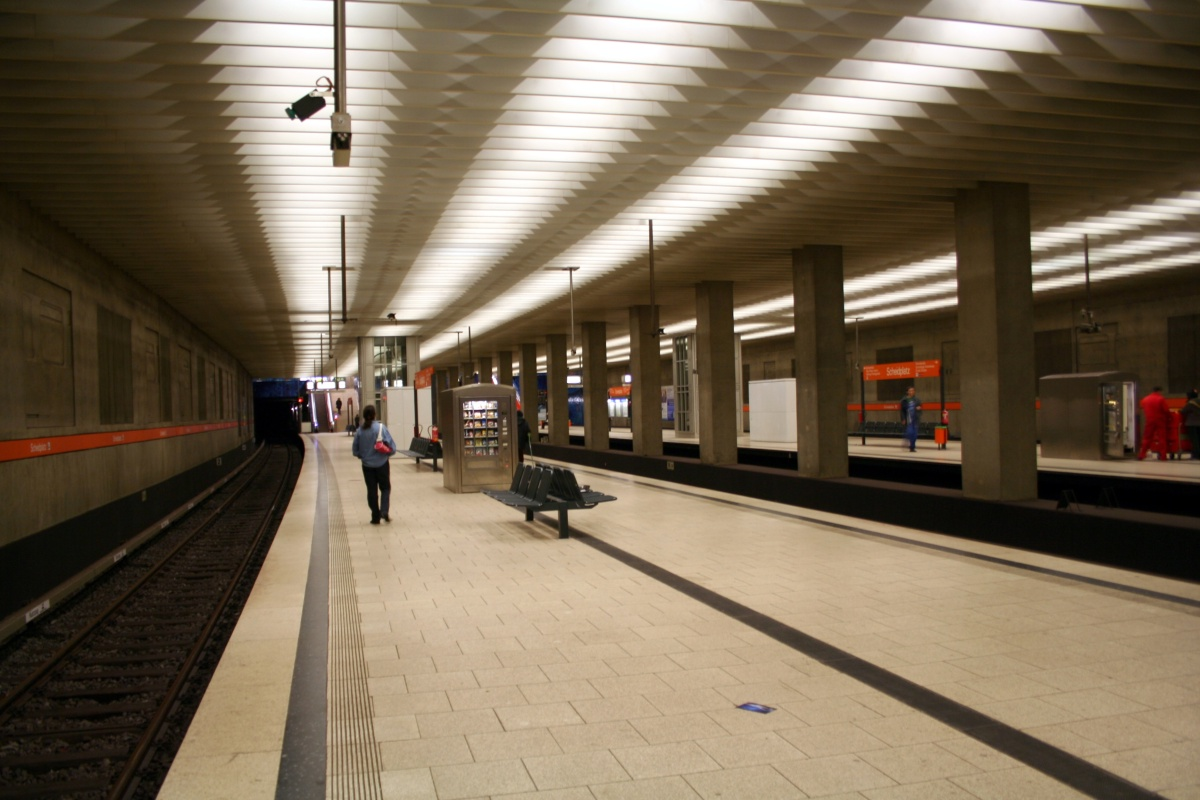
Scheidplatz
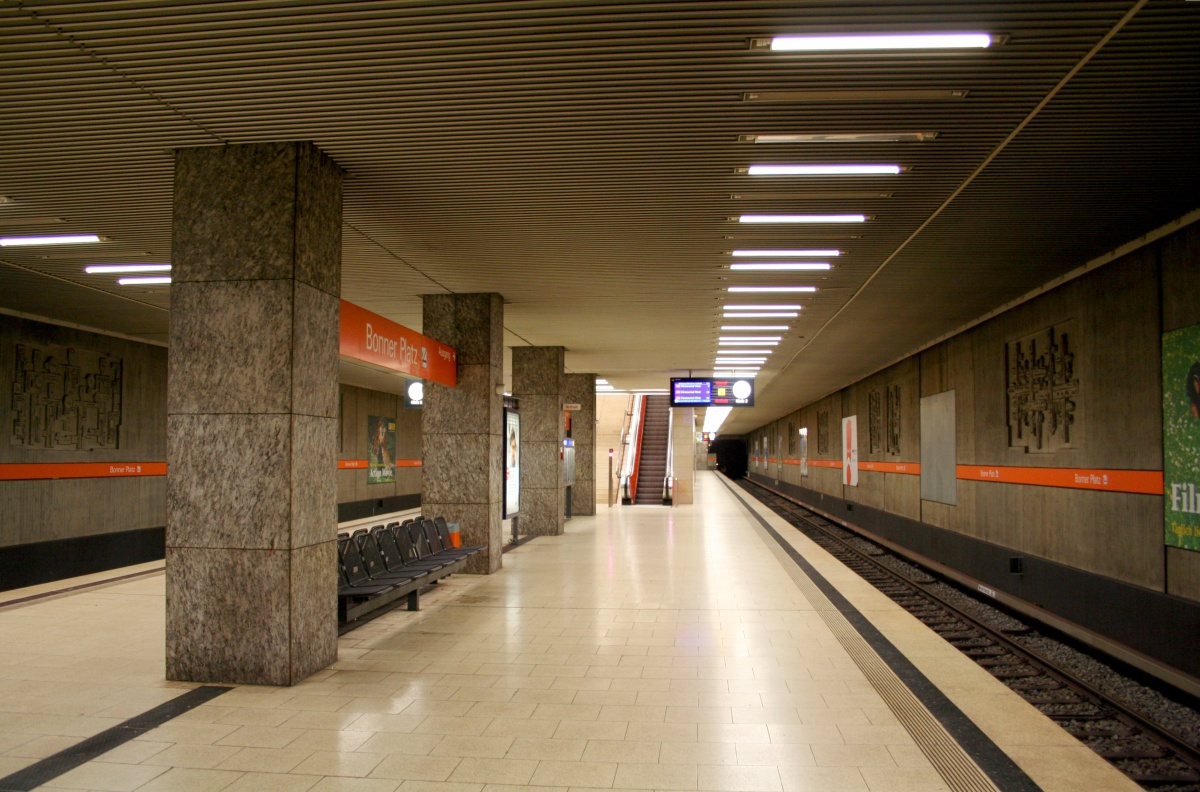
Bonner Platz

### Nord (U6)

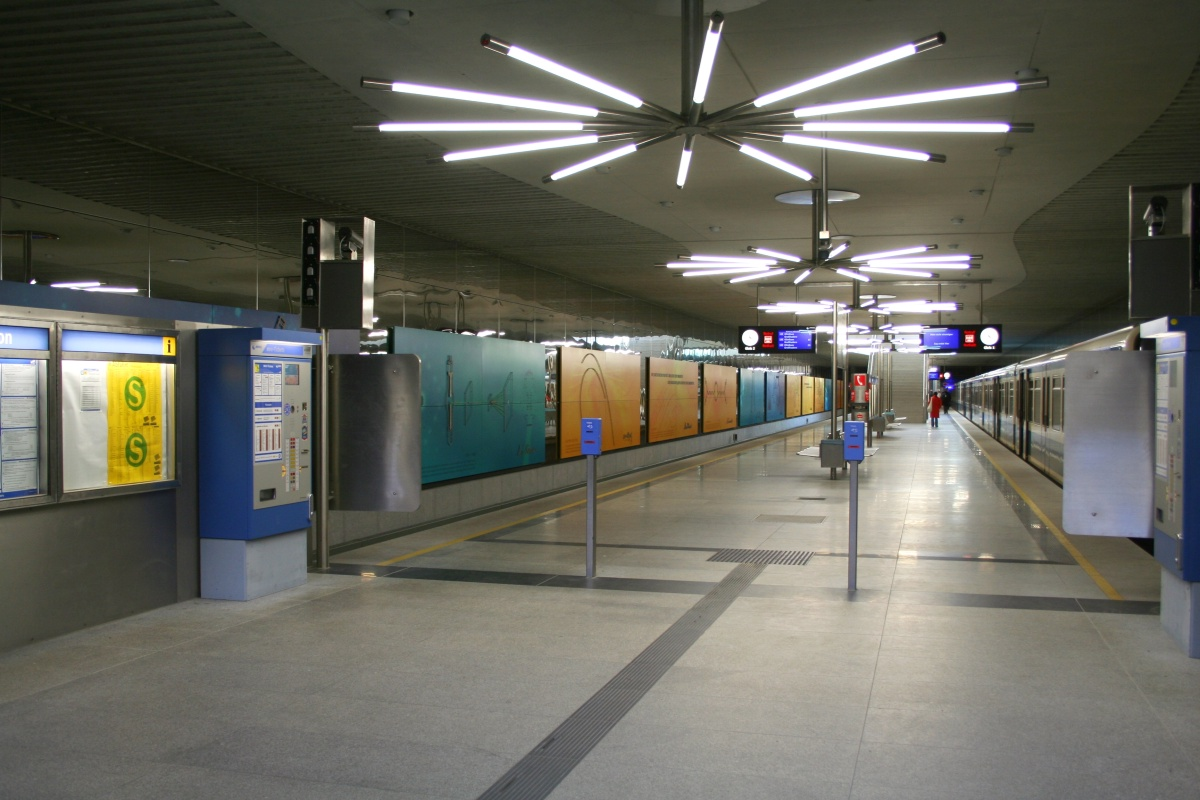
Garching-Forschungszentrum: Nördlicher Endpunkt der U6

Die U6 beginnt im Norden unterirdisch in Garching-Forschungszentrum, der Abschnitt über Garching bis Garching-Hochbrück wurde am 14. Oktober 2006 eröffnet. Der in einfacher Tieflage gelegene Bahnhof am Forschungszentrum erschließt die dort angrenzenden Forschungsinstitute erstmals per Schiene, kurz danach kommt die U6 für etwa 500 Meter an die Oberfläche. Nach diesem kurzen oberirdischen Streckenabschnitt wird der 17 Meter tief gelegene Tunnelbahnhof Garching unter dem Garchinger Maibaumplatz erreicht. Anschließend kommt die Strecke erst kurz vor Garching-Hochbrück wieder ans Tageslicht.
Der Abschnitt zwischen Garching-Hochbrück und der nächsten, für die Allianz Arena umgebauten Station Fröttmaning ist mit etwa 4,1 km der längste zwischen zwei Stationen im Münchner Netz. Dieses Teilstück unterquert zudem den Autobahnring München.
In Fröttmaning befindet sich außerdem die Technische Basis mit der Hauptwerkstätte der Münchner U-Bahn. Ab dem Bahnhof Kieferngarten, der wegen des Anschlusses zur Technischen Basis und der damit verbundenen Ein- und Ausrückfahrten viergleisig ausgeführt ist, führt sie über die 450 Meter lange Heidemannbrücke zum Bahnhof Freimann, der direkt neben der A9 liegt. Diese wird hinter der Haltestelle ebenso wie der Frankfurter Ring und der Münchner Nordring, zu dem an dieser Stelle auch ein Gleisanschluss besteht, unterquert. Der nächste Bahnhof Studentenstadt liegt neben der Ungererstraße, deren Verlauf die Strecke nun folgt.
Nach Studentenstadt verschwindet die U6 für den Rest ihres Verlaufs im Untergrund. Die drei folgenden von Paolo Nestler gestalteten Bahnhöfe Alte Heide, Nordfriedhof (neben Garching-Hochbrück der einzige Bahnhof mit Seitenbahnsteigen auf der U6) und Dietlindenstraße liegen allesamt unter der Ungererstraße. Der Bahnhof Nordfriedhof liegt zudem unter dem Mittleren Ring. Anschließend mündet die Strecke in der Station Münchner Freiheit in die gemeinsame U3/U6-Stammstrecke ein.

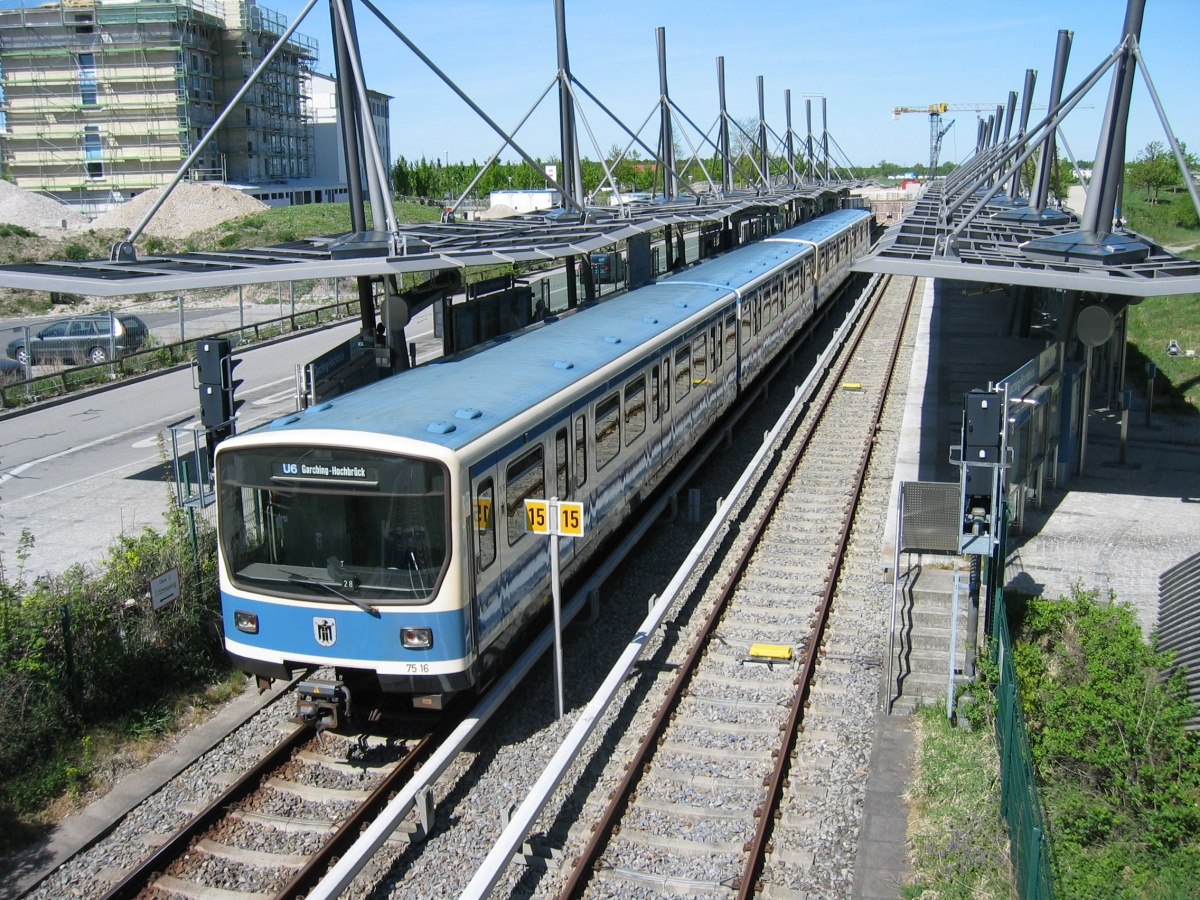
Garching-Hochbrück
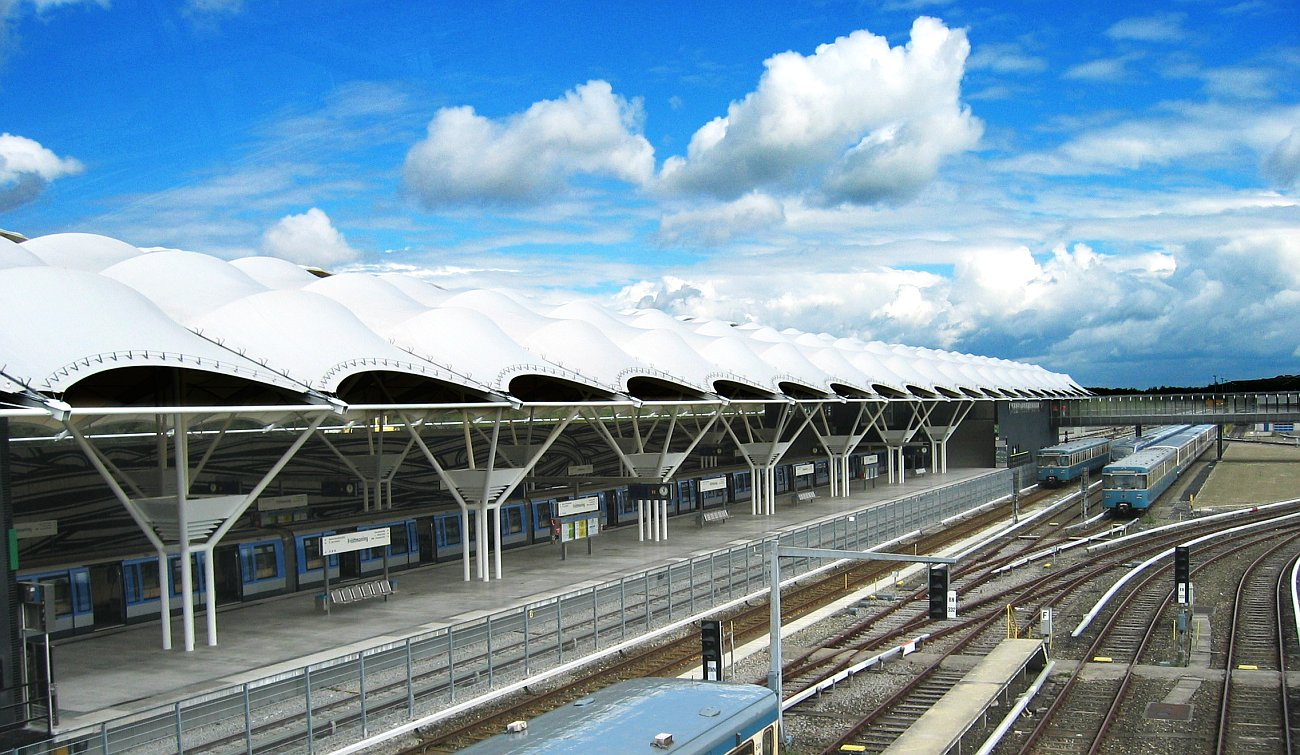
U-Bahnhof Fröttmaning (Allianz Arena)
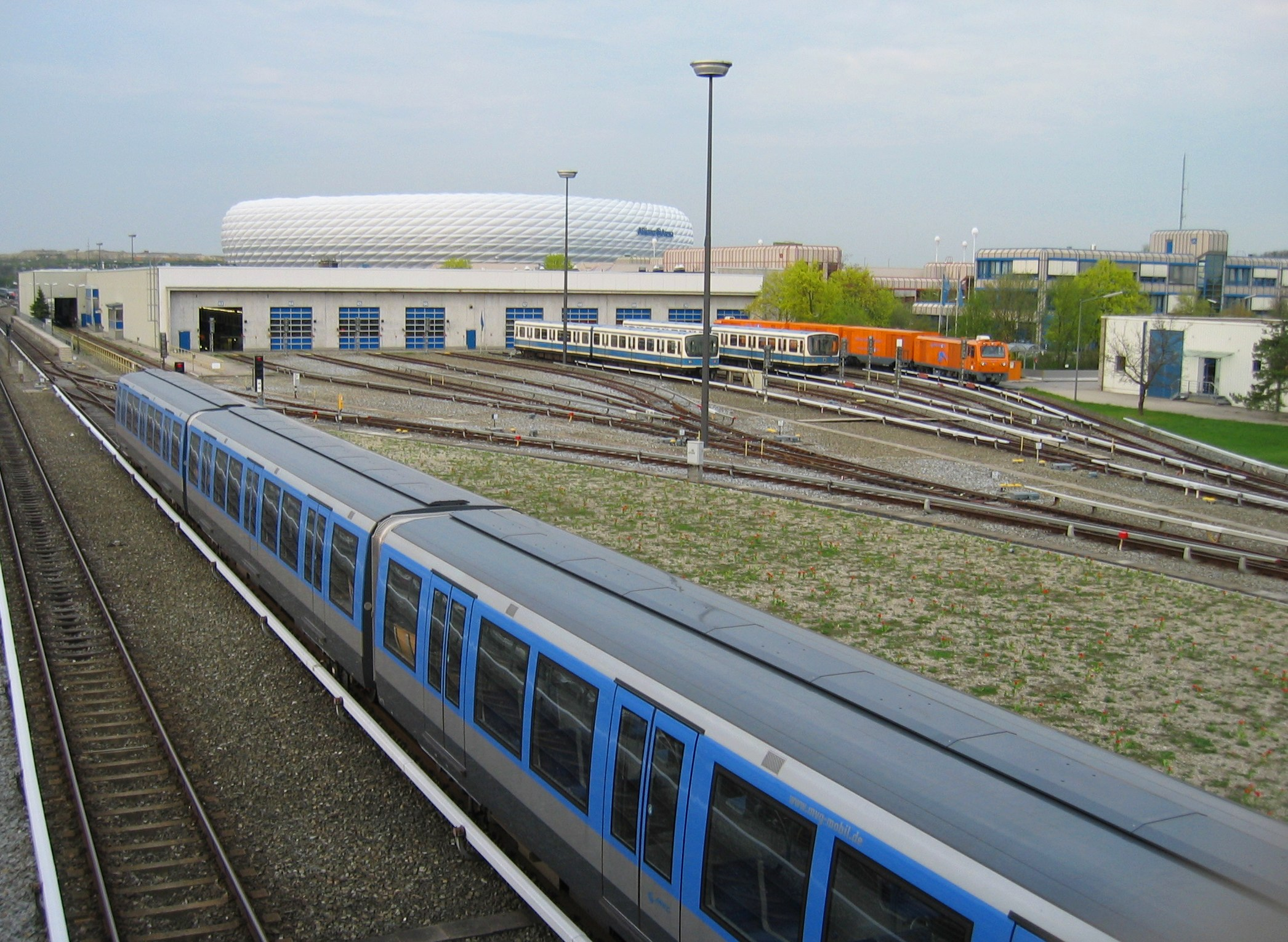
Technische Basis Fröttmaning
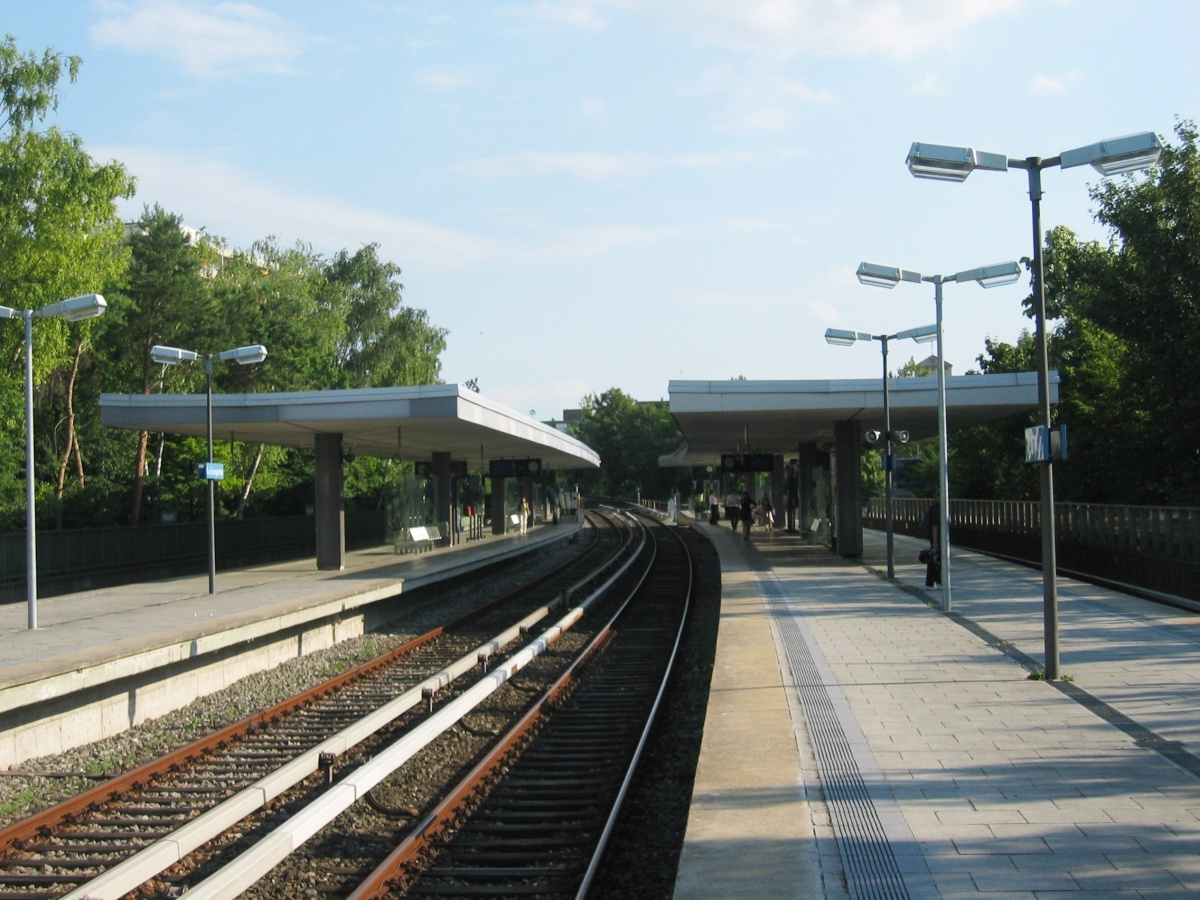
Kieferngarten
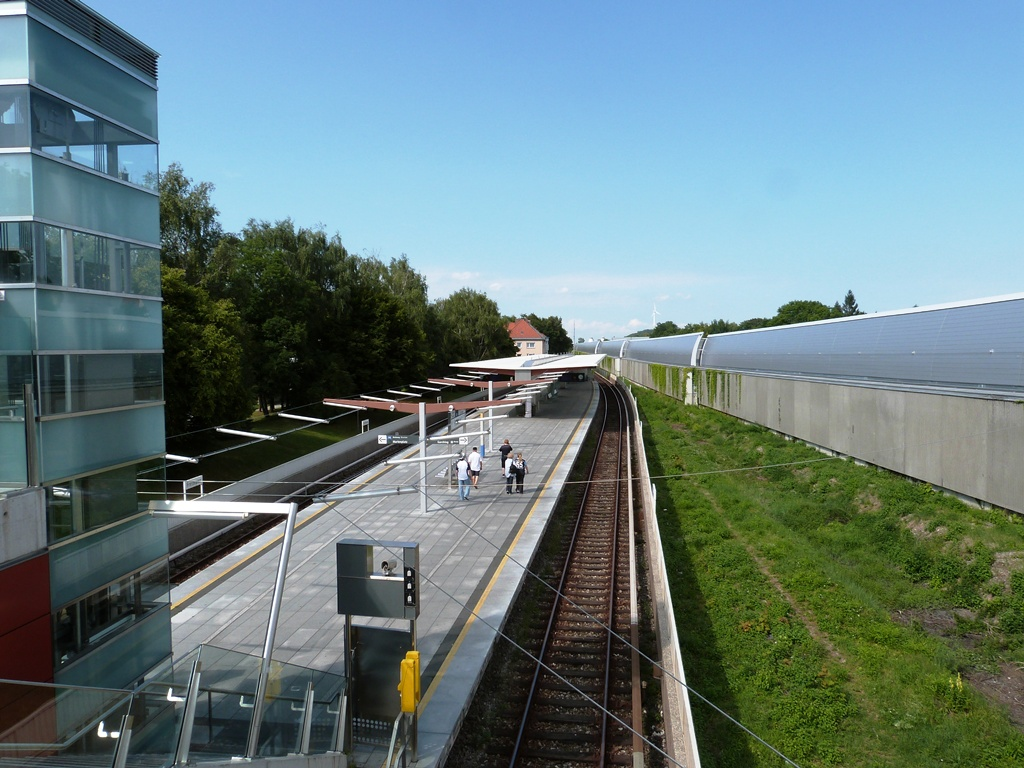
Freimann
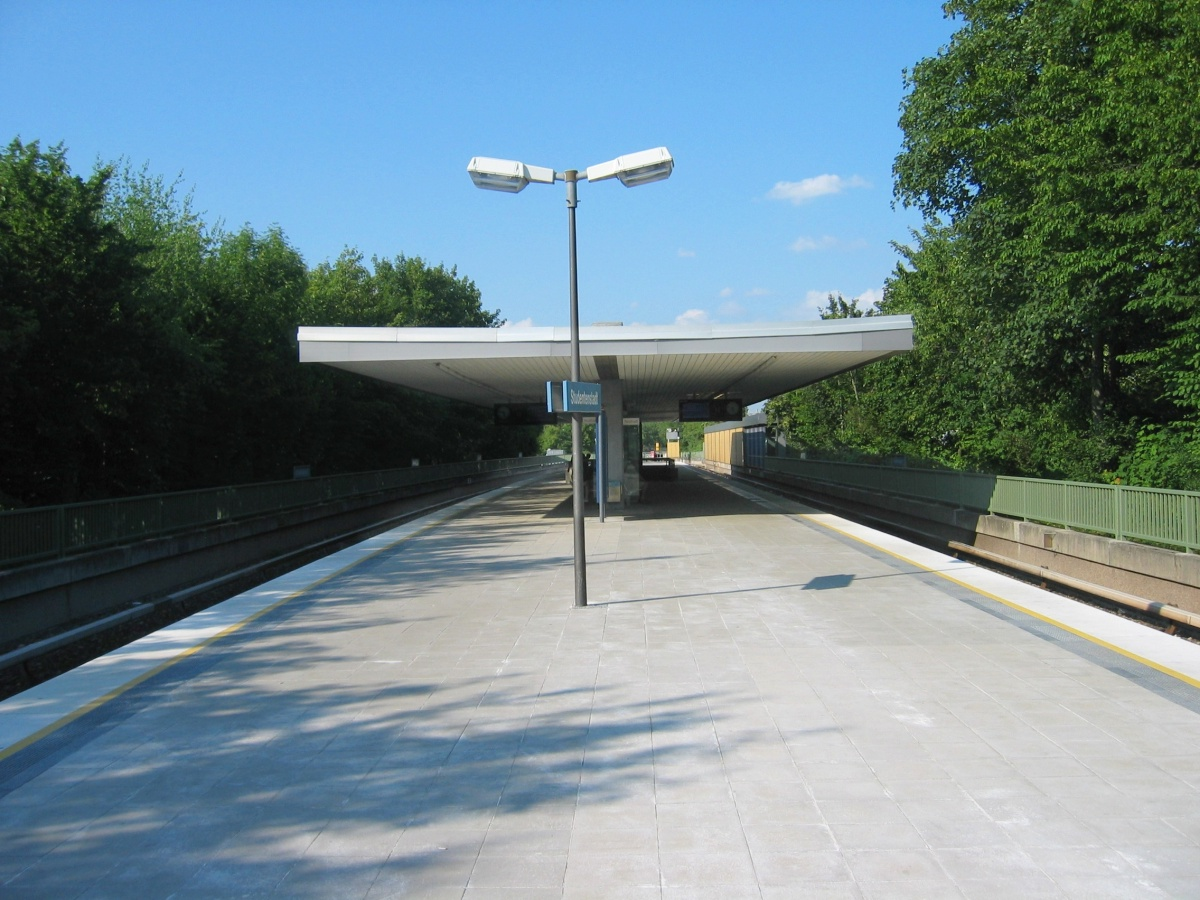
Studentenstadt
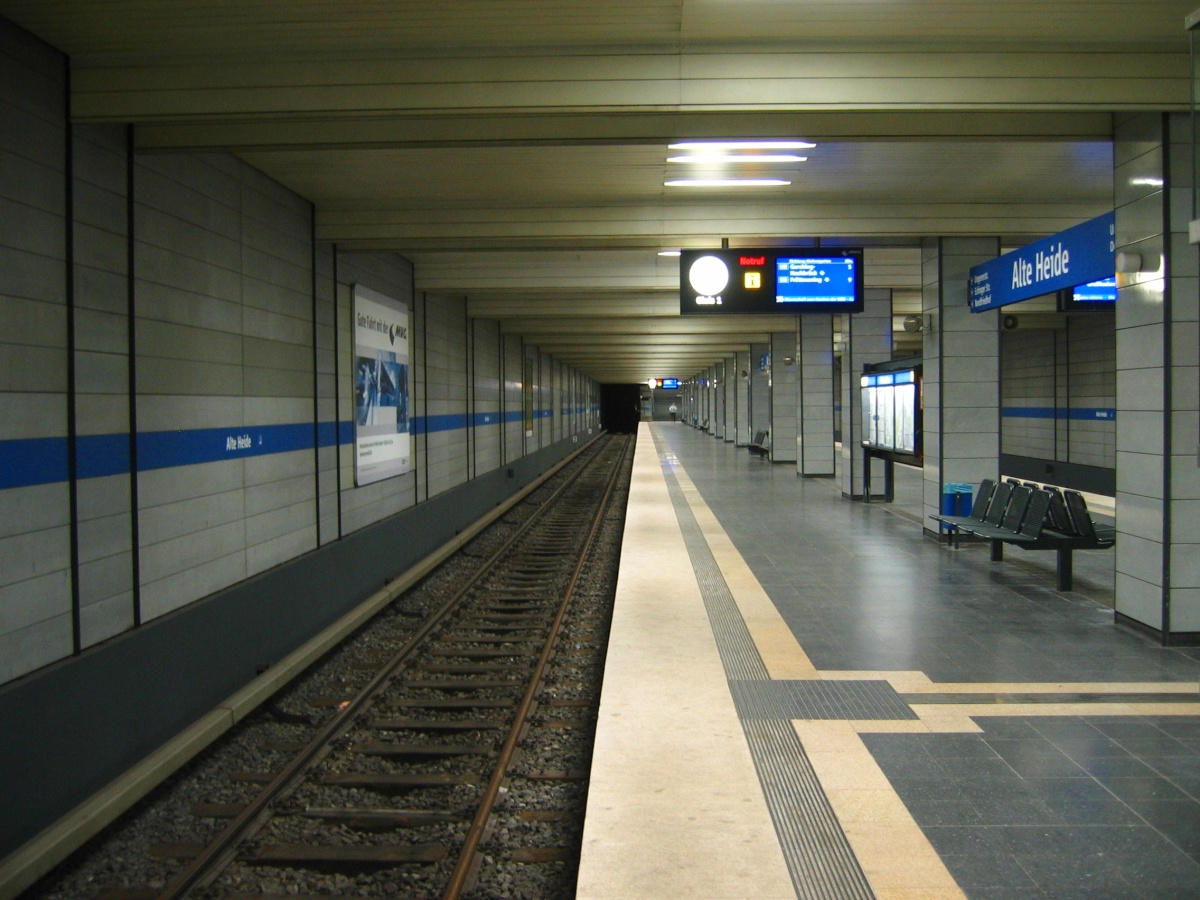
Alte Heide
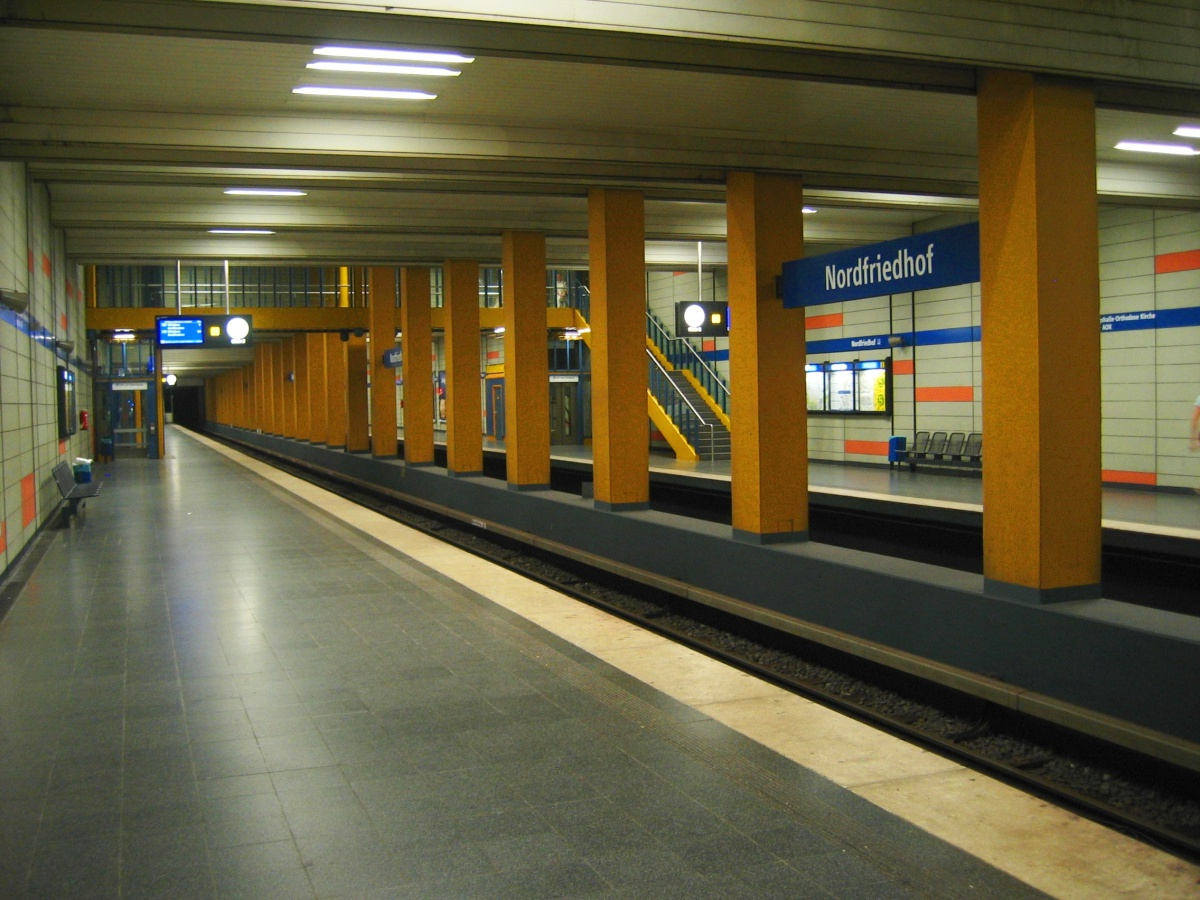
Nordfriedhof
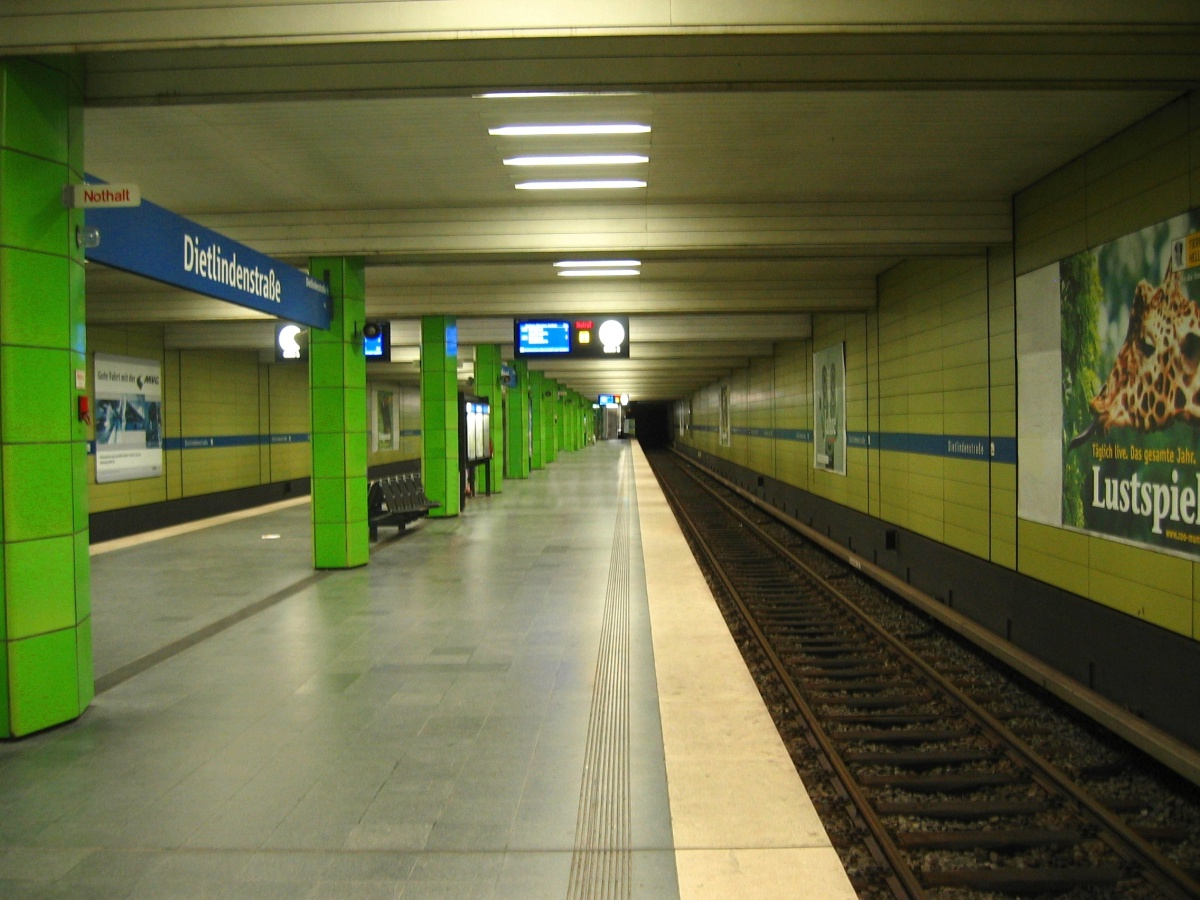
Dietlindenstraße

### Zentrum (U3 und U6)

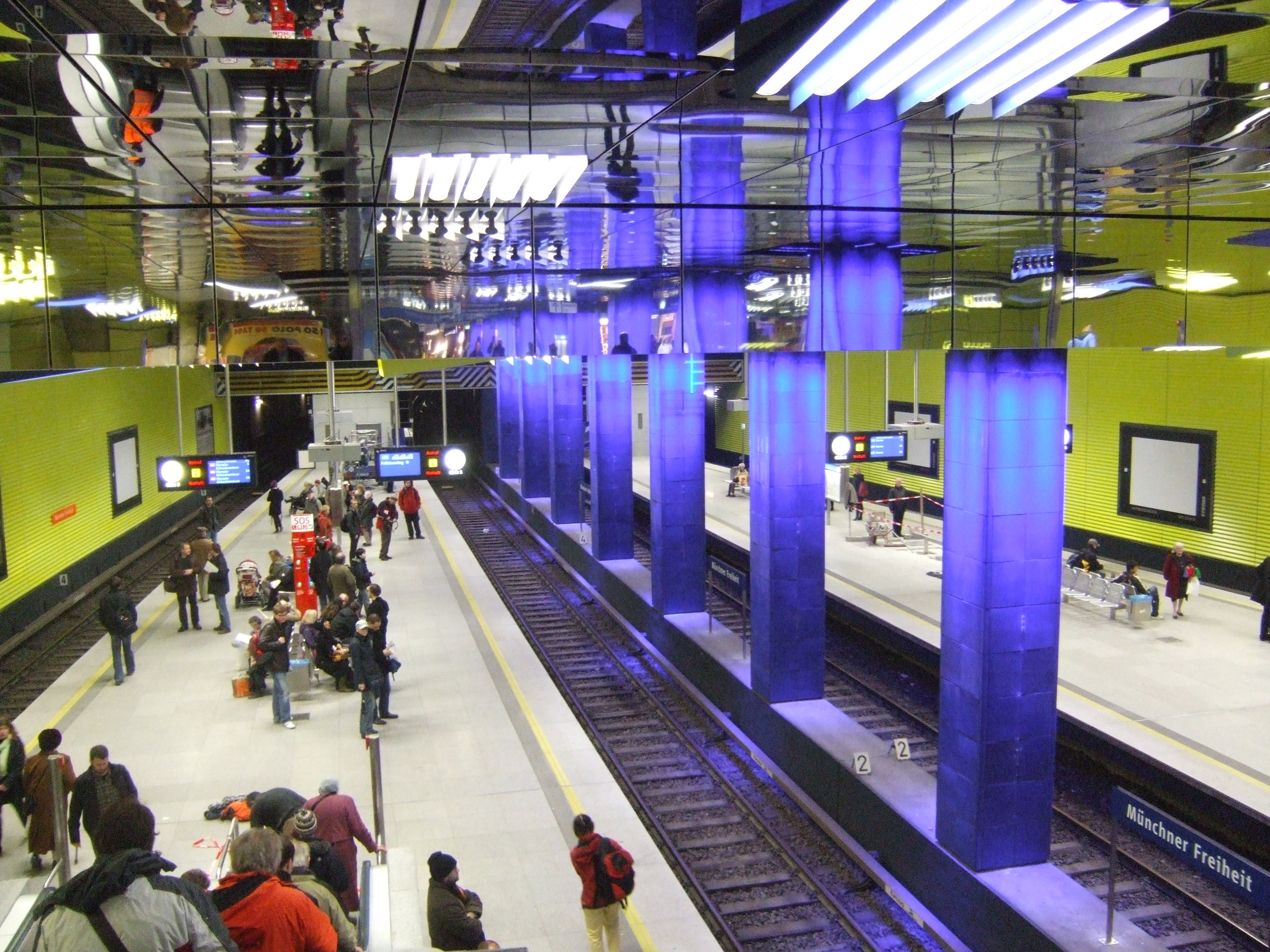
U-Bahnhof Münchner Freiheit am nördlichen Ende der Stammstrecke 1

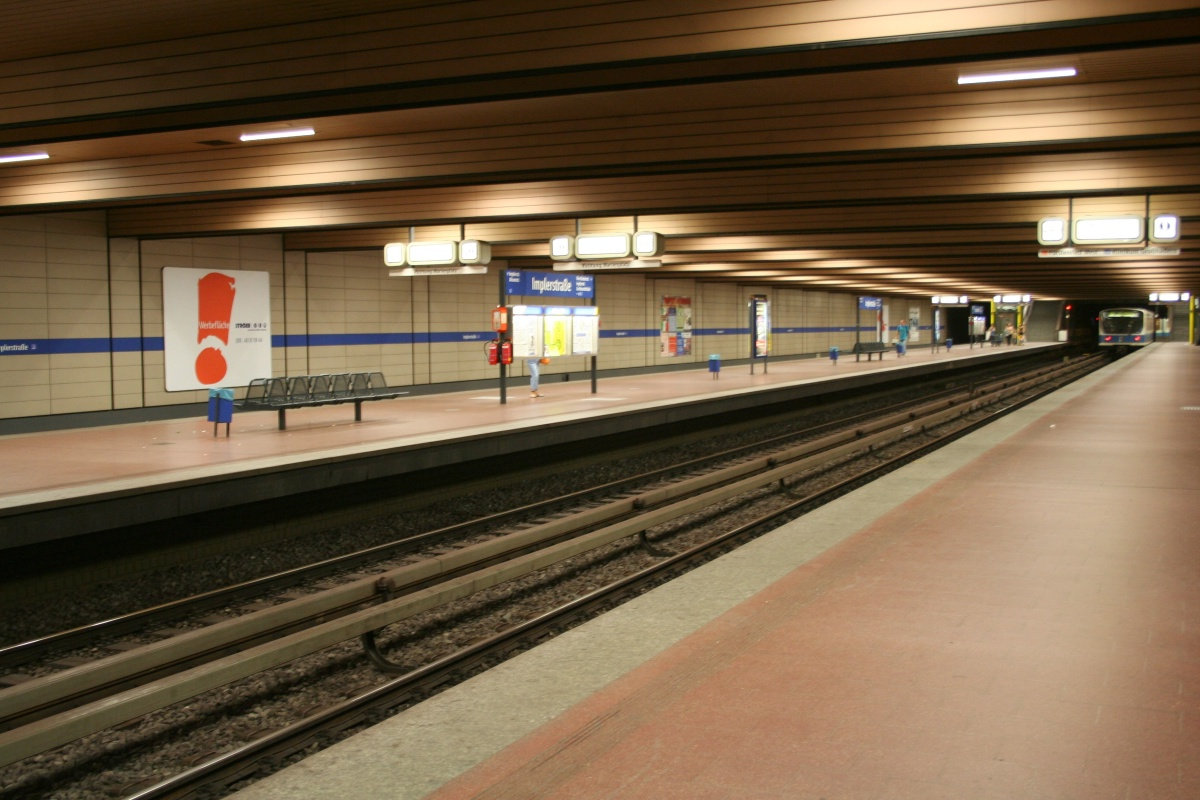
U-Bahnhof Implerstraße am südlichen Ende der Stammstrecke 1

Der U-Bahnhof Münchner Freiheit bildet den nördlichen Endpunkt der ersten Stammstrecke und liegt unter dem gleichnamigen Platz am westlichen Rand von Alt-Schwabing.
Nach Giselastraße und Universität kreuzt die U3 am Odeonsplatz die Linien U4 und U5. Da deren Strecke erst später geplant wurde, musste der Südkopf des Bahnhofs aufwändig umgebaut werden. Vom tiefer gelegenen neuen Bahnsteig wurden Aufgänge sowohl direkt zum Sperrengeschoss als auch zum existierenden Bahnsteig gebaut. Dieser Verbindungsgang ist ein gravierender Engpass in dieser stark frequentierten Doppelstation.
Am von Alexander von Branca entworfenen Bahnhof Marienplatz werden die S-Bahn-Linien S1–S8 gekreuzt, hier kommt es vor allem im Berufs- und im Stadionverkehr häufig zu Überlastungen. Der Bahnhof ist der am stärksten frequentierte im gesamten U-Bahn-Netz. Deshalb – und im Hinblick auf die Fußball-Weltmeisterschaft 2006 – entschied der Stadtrat, dass „unter seinen Füßen“, nämlich unter dem Rathaus, zwei zusätzliche Fußgängertunnel das Gedränge entzerren sollten. Die Erweiterung wurde am 29. Mai 2006 eingeweiht.
Am Sendlinger Tor werden die Linien U1 und U2 gekreuzt. Über den bereits 35 Jahre zuvor errichteten Lindwurmtunnel wird der ebenfalls im Rohbau vor 1941 gebaute Bahnhof Goetheplatz erreicht. In diesem Tunnelabschnitt sind die Wandausbuchtungen für die ursprünglich vorgesehenen Oberleitungsmasten ebenso wie die Kennzeichnungen an den Wänden als Luftschutzraum im Zweiten Weltkrieg noch erkennbar. Der folgende Bahnhof Poccistraße (nahe dem ehemaligen Nahverkehrsbahnhof München Süd) wurde nachträglich zwischen den bereits in Betrieb befindlichen Tunneln eingebaut und am 28. Mai 1978, also knapp drei Jahre nach dem Rest der Strecke, eröffnet. Am Bahnhof Implerstraße trennen sich die Linienwege von U3 und U6 wieder, hier besteht außerdem in Gegenrichtung ein eingleisiger Abzweig zur Betriebsanlage Theresienwiese, über die die Strecke der U4/U5 erreicht wird.

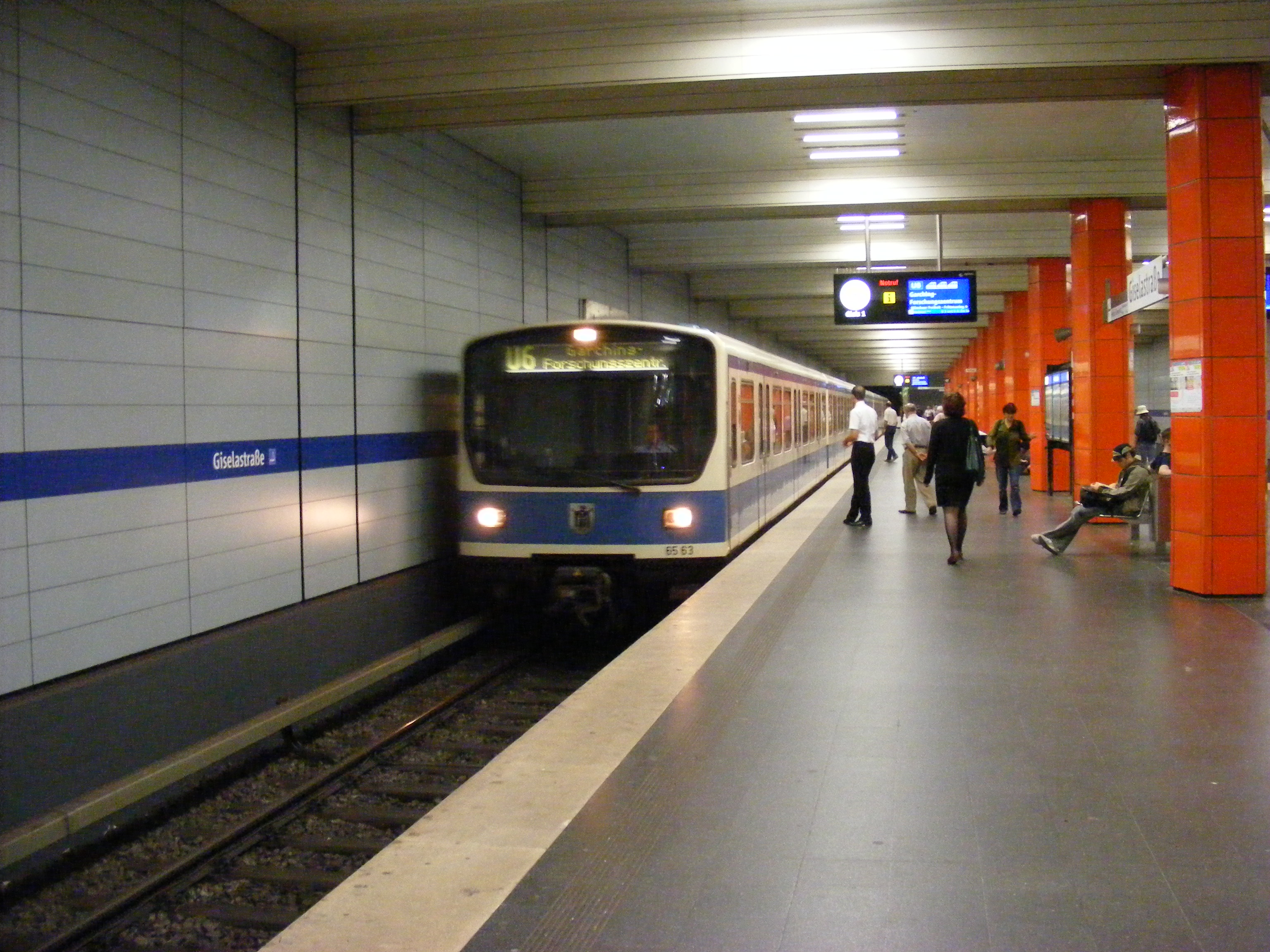
Giselastraße
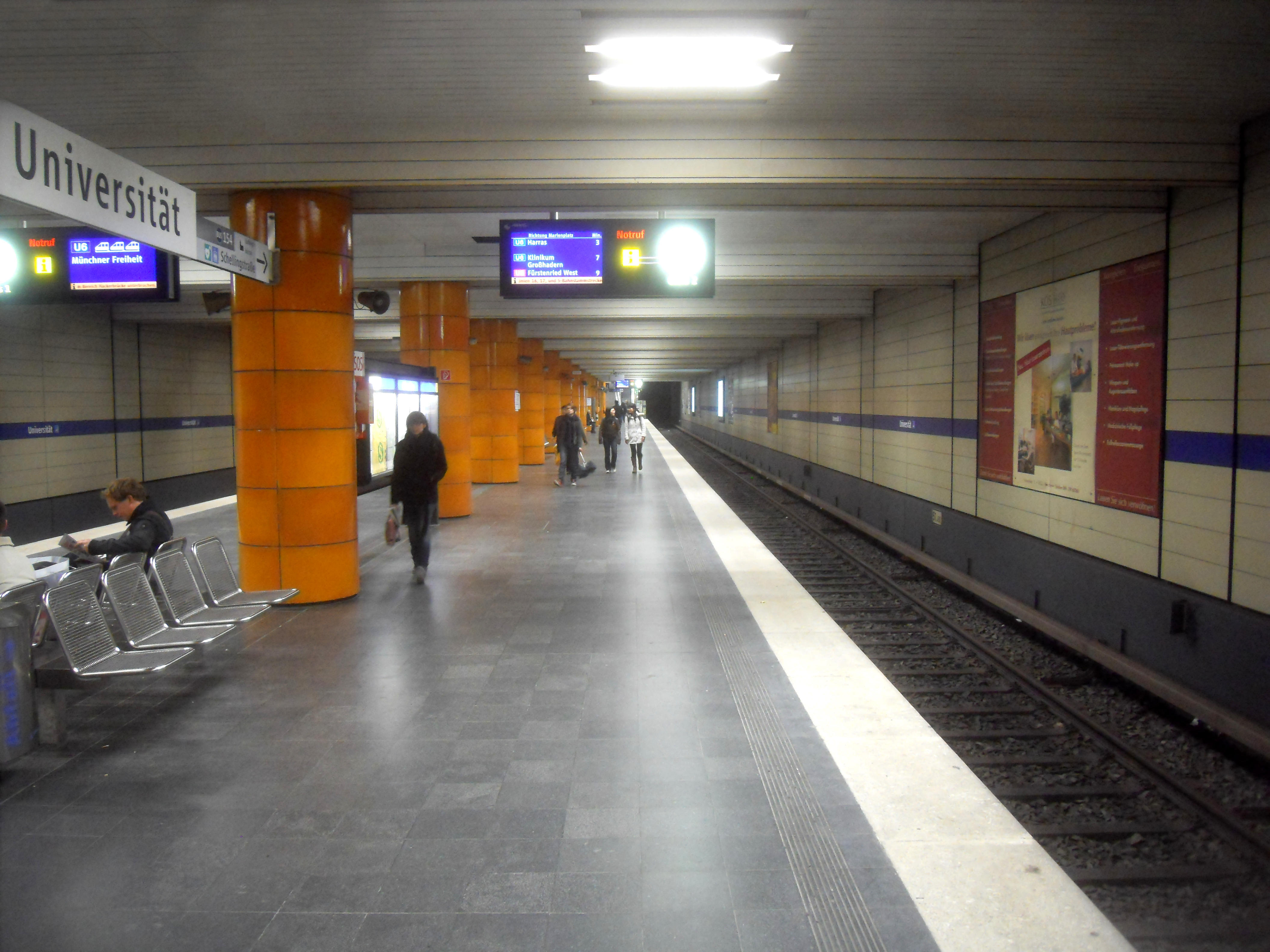
Universität
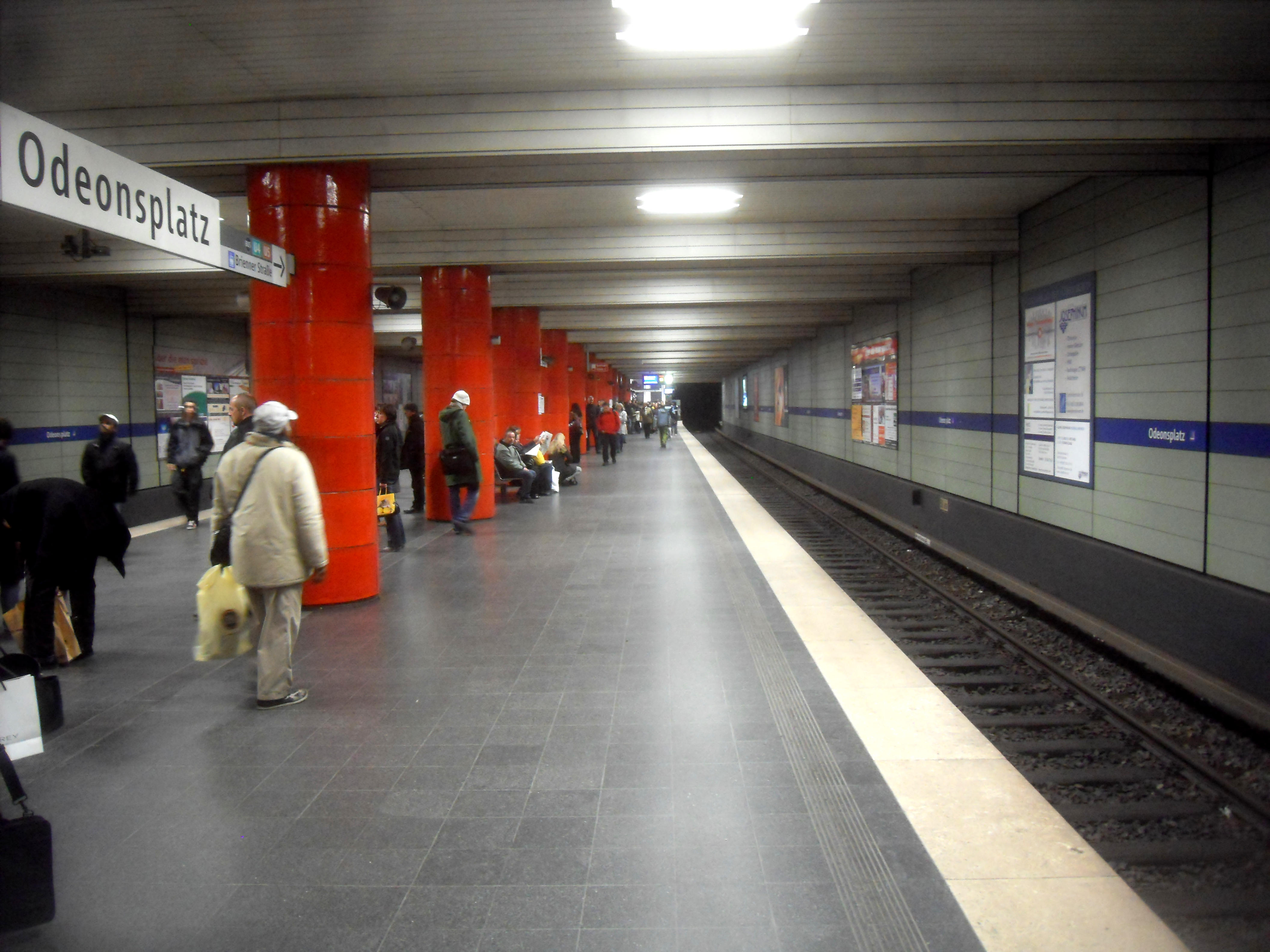
Odeonsplatz
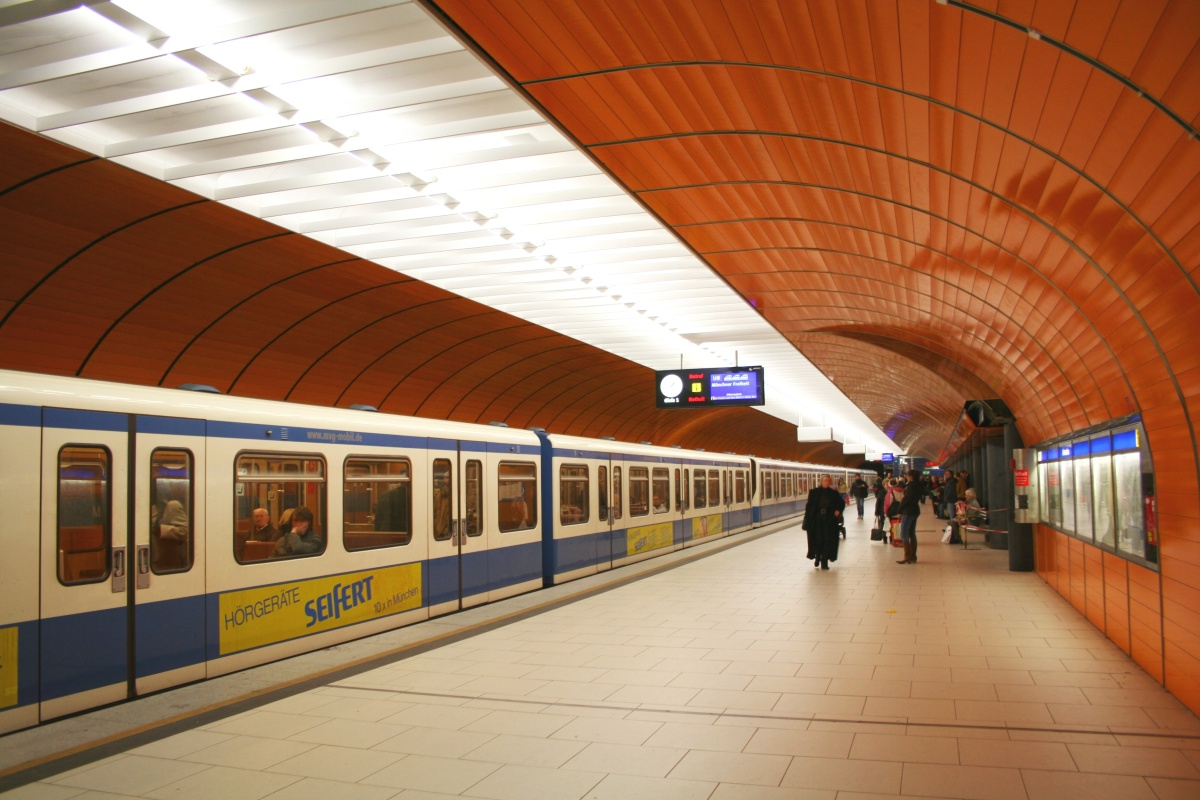
Marienplatz
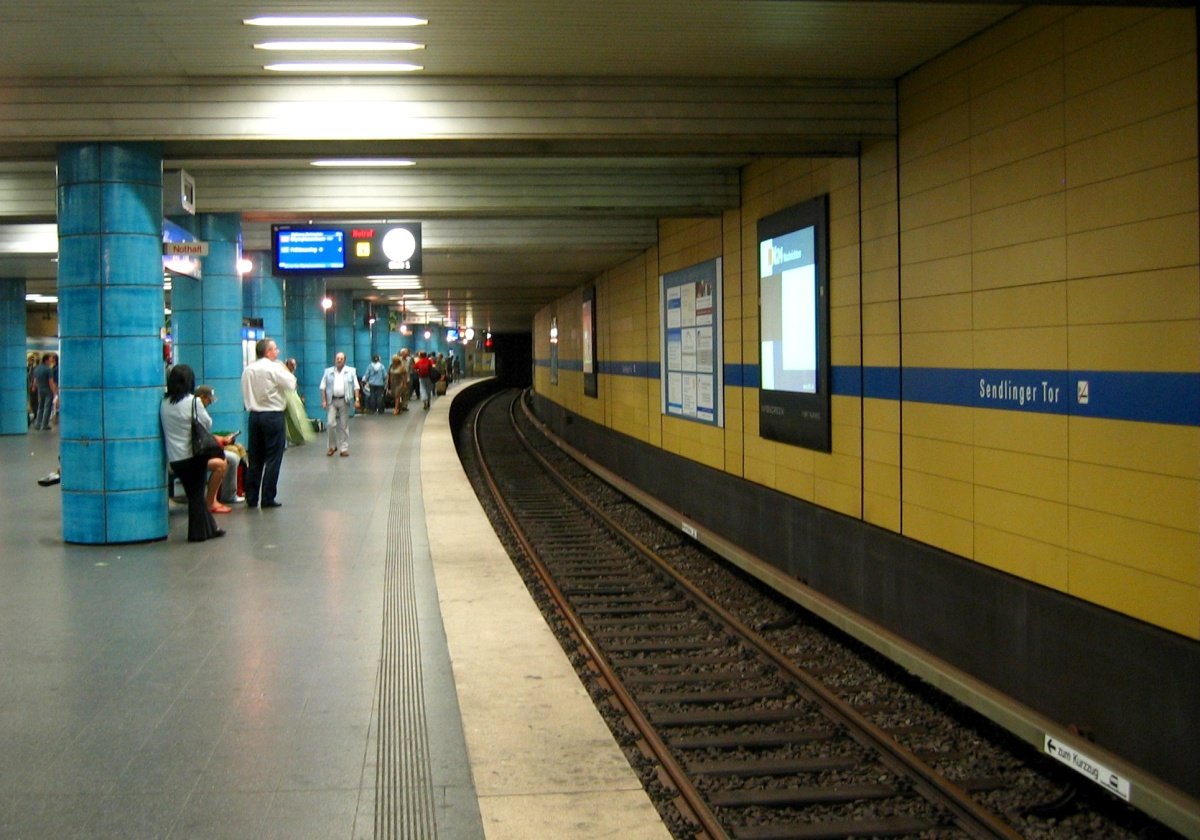
Sendlinger Tor
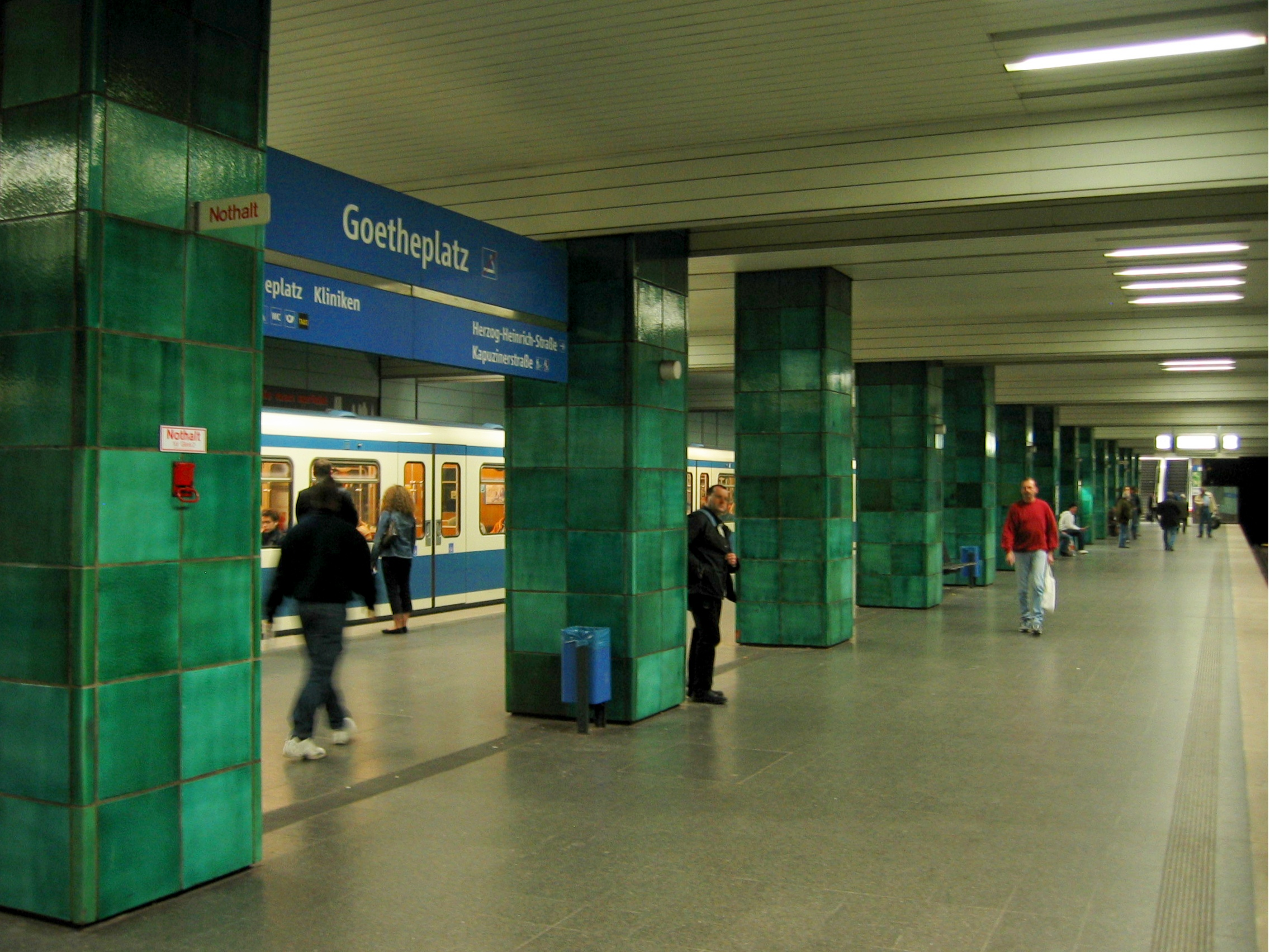
Goetheplatz
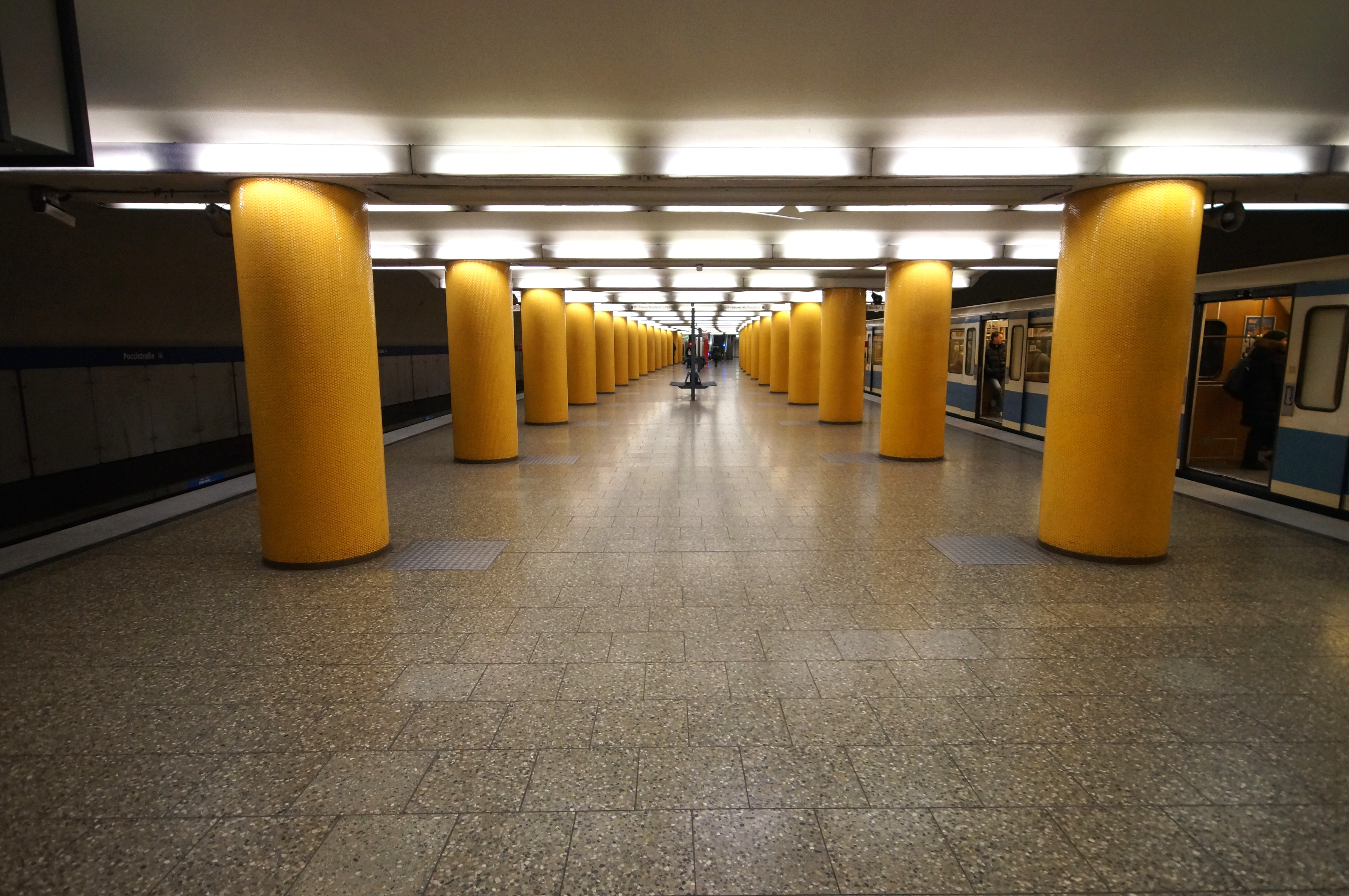
Poccistraße

### Süd (U3)

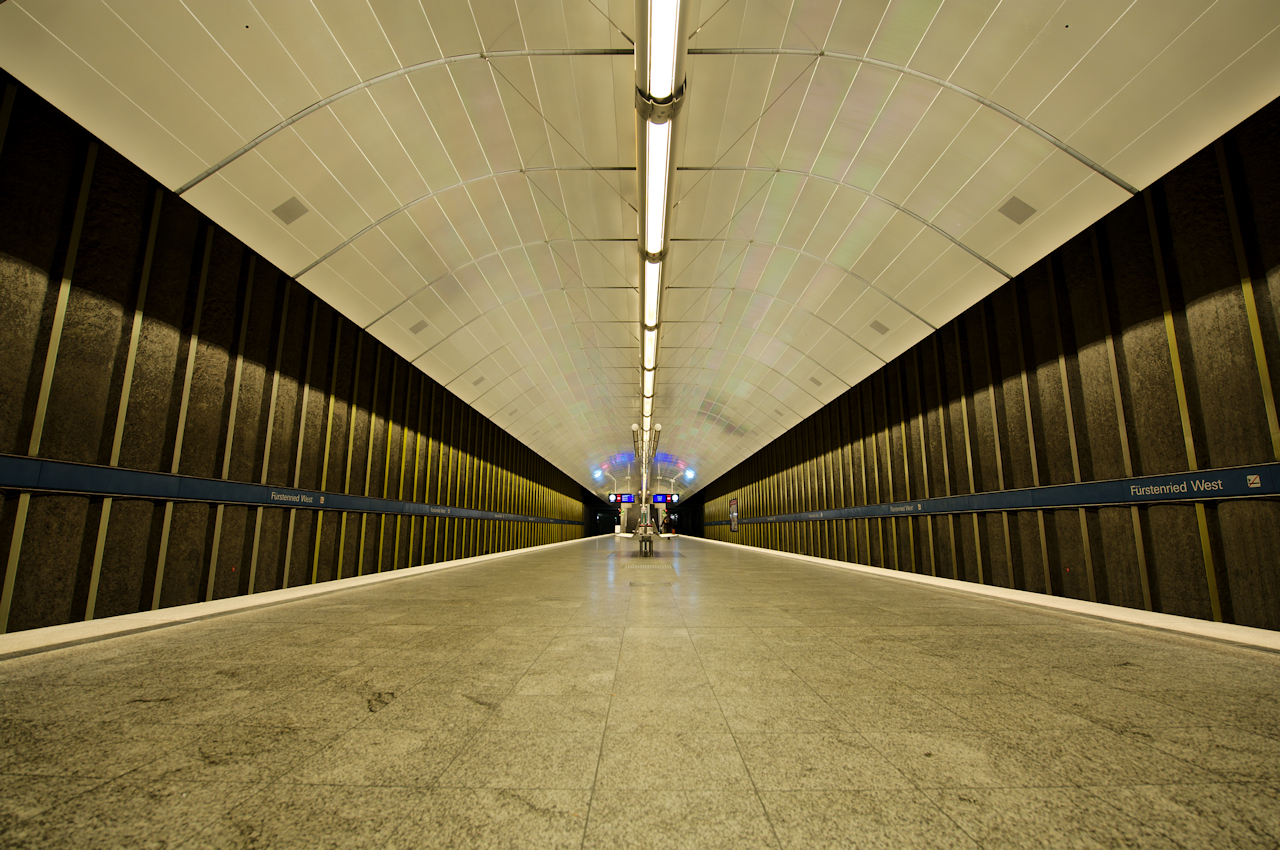
Fürstenried West: Südlicher Endpunkt der U3

Vom dreigleisigen Verzweigungsbahnhof Implerstraße aus führt die U3 fast genau Richtung Süden. Der nächste Bahnhof Brudermühlstraße wurde zusammen mit dem darüberliegenden Brudermühltunnel des Mittleren Rings gebaut, weswegen er vergleichsweise tief im Grundwasser liegt. Ein alter Mühlstein im Sperrengeschoss erinnert an die Tradition der Straße. Im Bahnhof Thalkirchen (Tierpark) verweisen Tiermotive an den von Ricarda Dietz gestalteten Hintergleiswänden auf den nahegelegenen Tierpark Hellabrunn. Auf der Südseite führt eine Rampe vom U-Bahnhof ins Zwischengeschoss und weiter Richtung Isar und Zoo.
Das Isarhochufer erklimmend, erreicht die U3 nach knapp 30 Höhenmetern den säulenlosen Bahnhof Obersendling, ein Verknüpfungspunkt zum S-Bahnhof Siemenswerke. Obersendling war der erste Bahnhof, in dem die Planer des U-Bahn-Referats die Bohrpfahlwände als Gestaltungselemente offen stehen ließen, nur in rotbraun gestrichen. Der folgende Bahnhof Aidenbachstraße zeichnet sich durch zwölf gebrochene Spiegelflächen aus, die entsprechend den Mittelpfeilern angeordnet sind. Ähnlich wie in Obersendling wurden die Bohrpfahlwände an dem nun folgenden Bahnhof Machtlfinger Straße bordeauxrot gestrichen und mit Kunstobjekten von Rupprecht Geiger versehen. Als Besonderheit hat der nicht sehr tief gelegene Bahnhof zwei große Oberlichter.
Der nächste Bahnhof Forstenrieder Allee ist ähnlich wie der an der Aidenbachstraße gestaltet, jedoch zeigt er Bilder des Künstlers Helmut Pfeuffer. An der Basler Straße hat sich in Form eines roten Teufels der Karikaturist Ernst Hürlimann verewigt, der damit auf Figuren der Basler Fasnacht anspielen will. Der Aufzugsschacht lässt auch hier viel Tageslicht auf den Bahnsteig einfließen. Am Endbahnhof Fürstenried West kam erstmals ein neuartiges Lichtkonzept zur Anwendung, das zwei Drittel des Lichts indirekt über große Reflektoren auf den Bahnsteig verteilt.

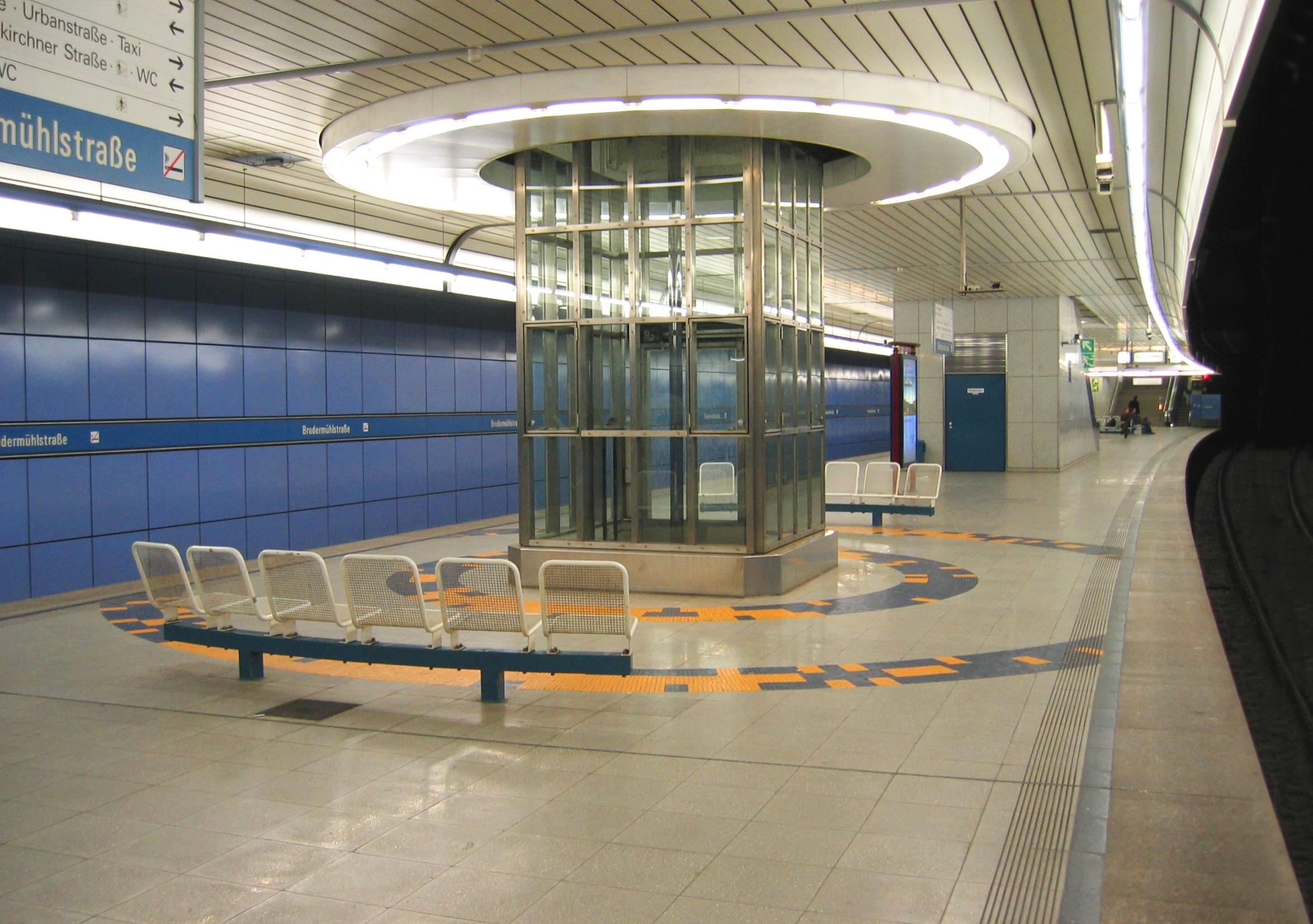
Brudermühlstraße
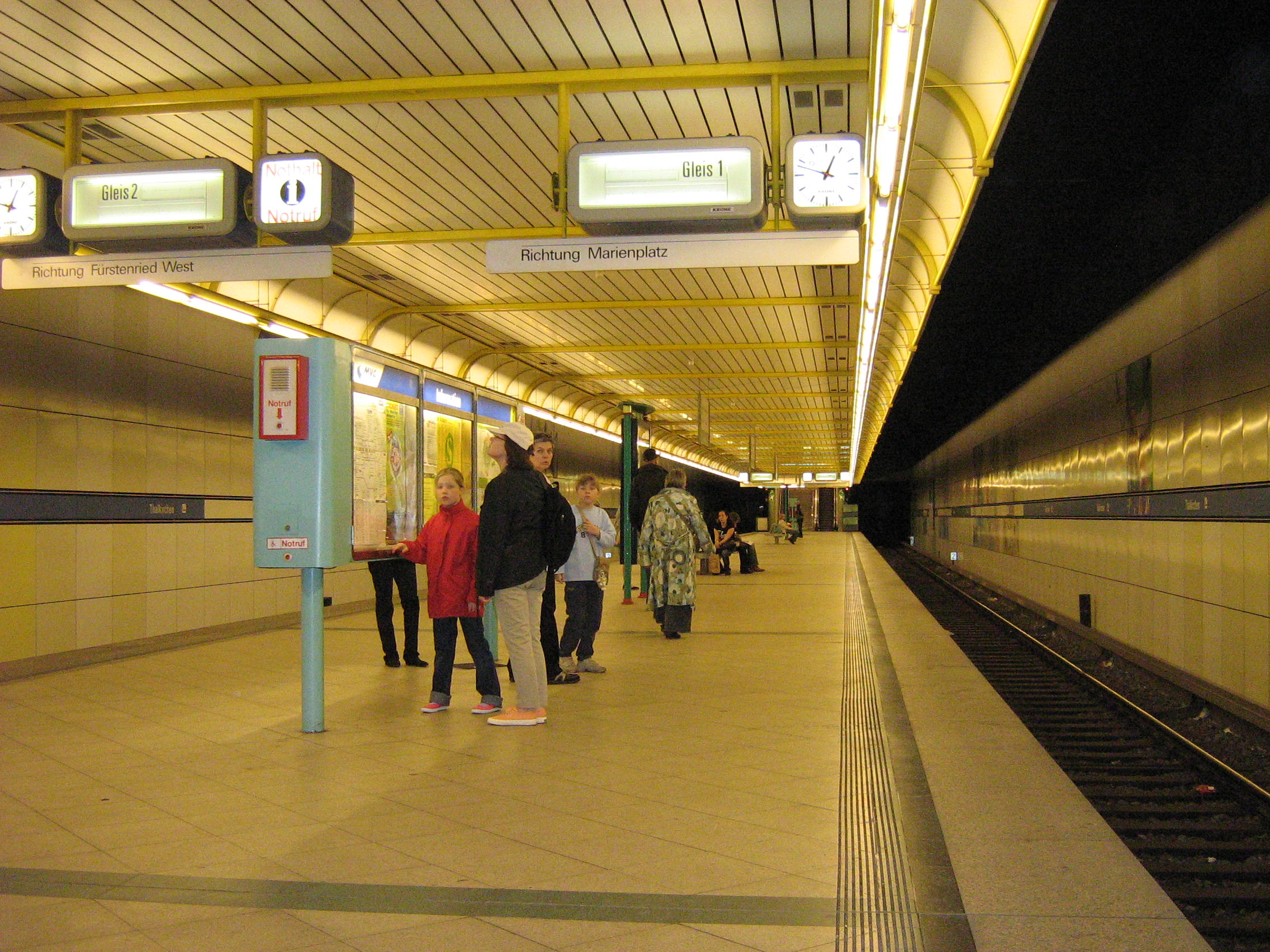
Thalkirchen
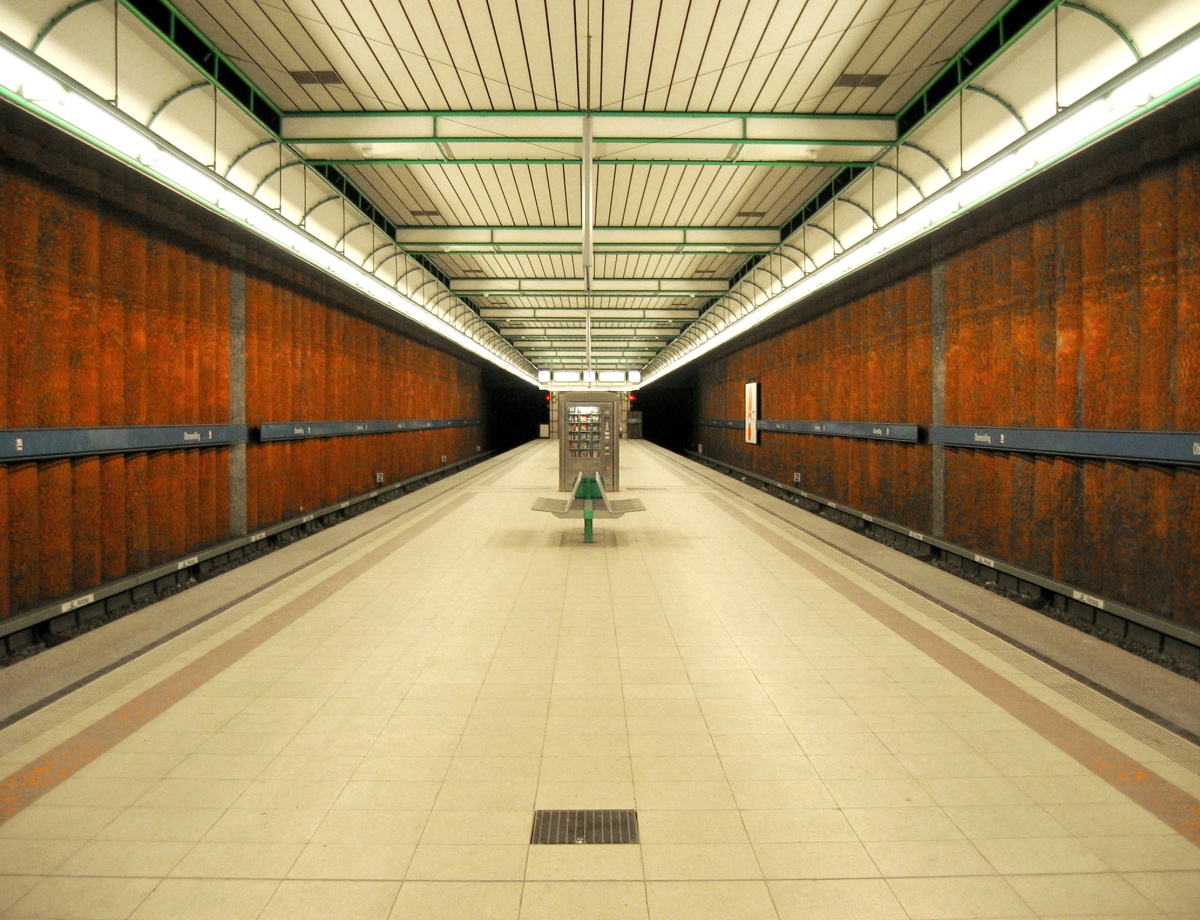
Obersendling
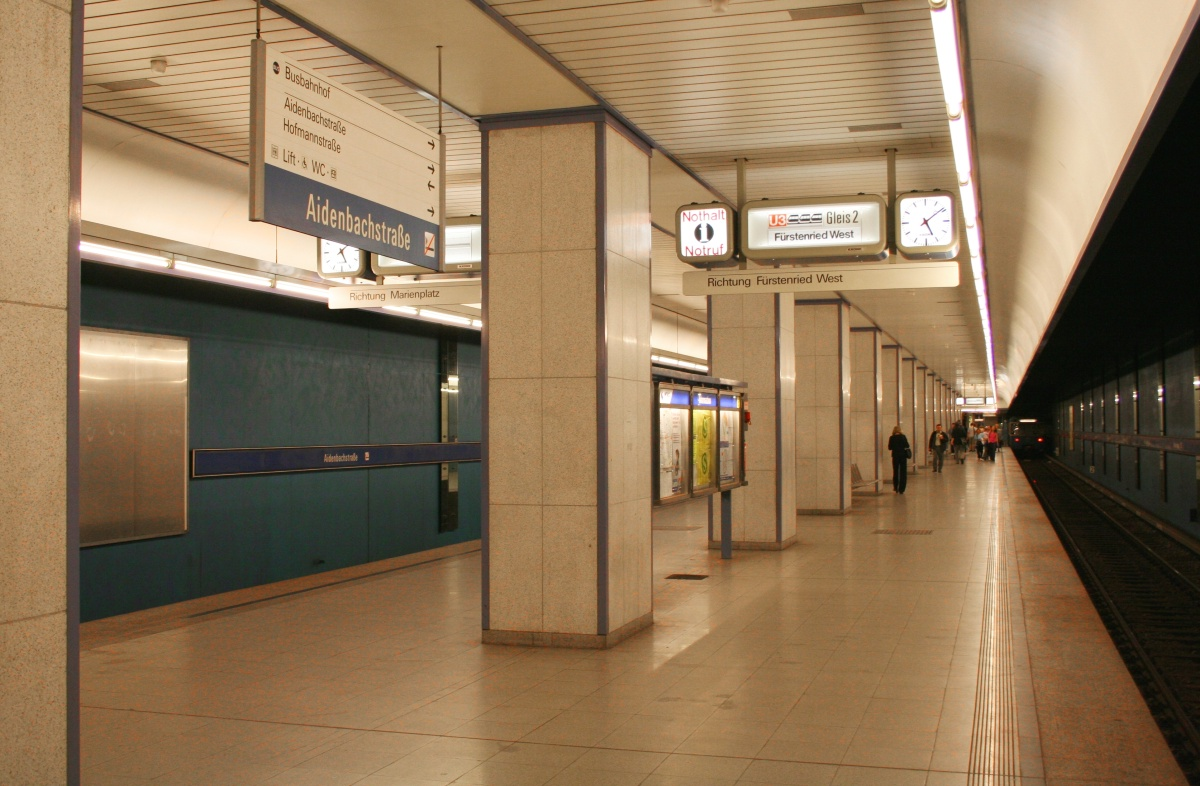
Aidenbachstraße
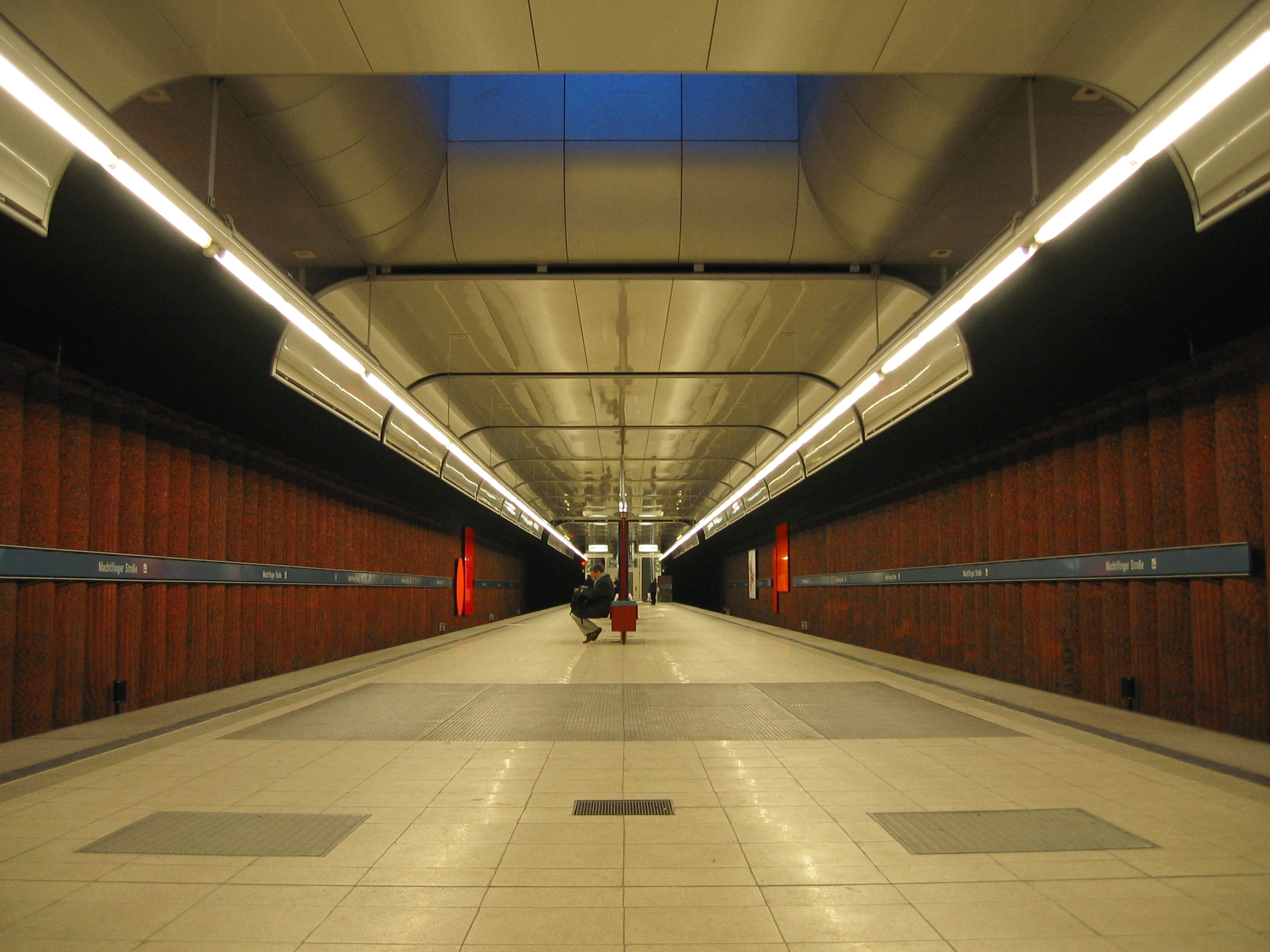
Machtlfinger Straße
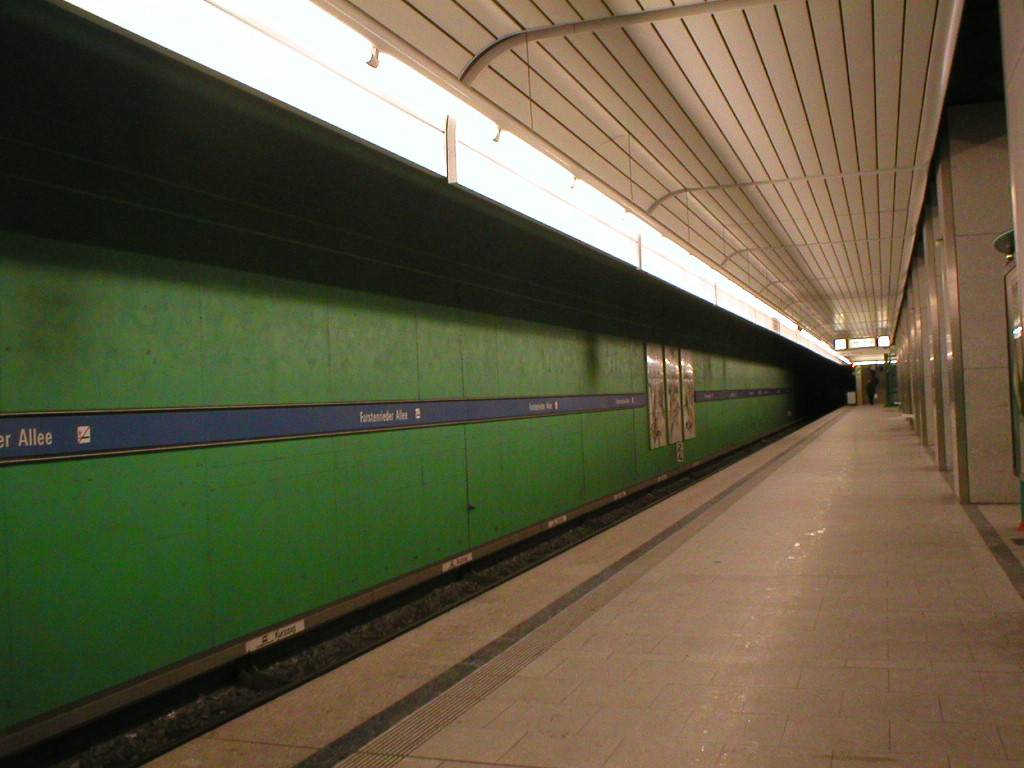
Forstenrieder Allee
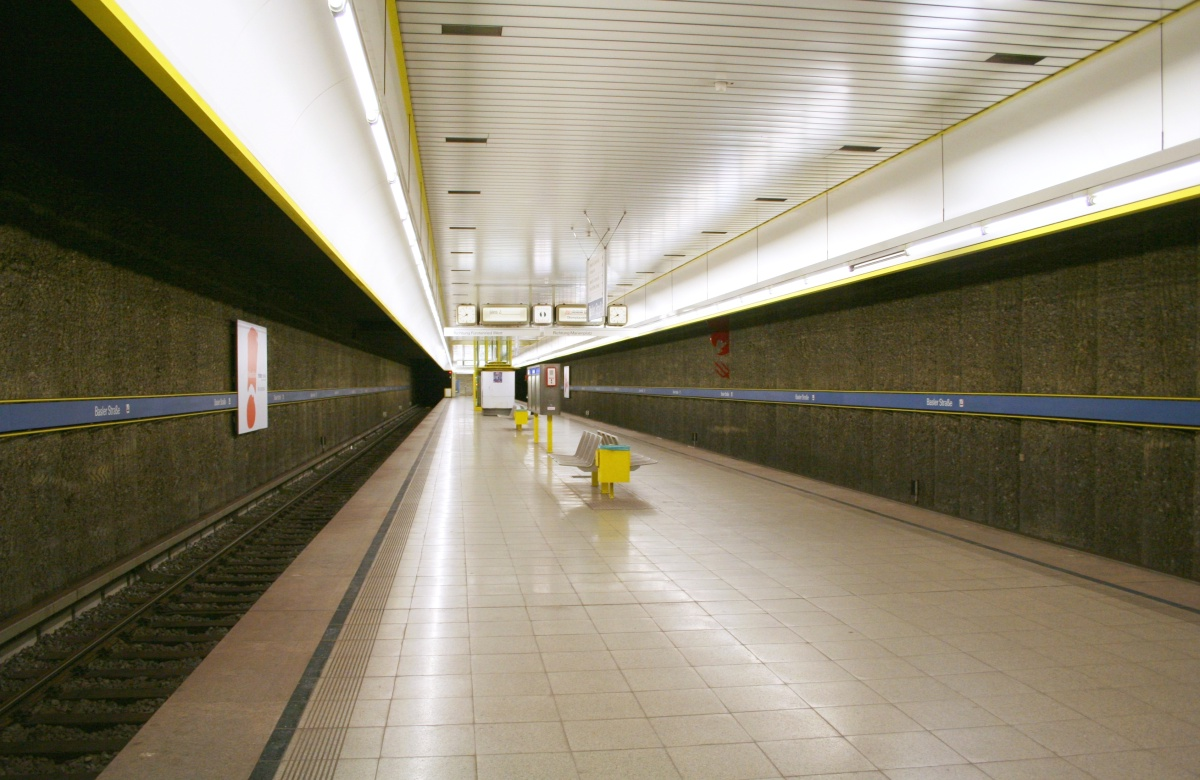
Basler Straße

### Süd (U6)
Hinter dem U-Bahnhof Implerstraße zweigt die Trasse der U6 in einer Rechtskurve nach Westen ab. Vor dem Bahnhof zweigt die einzige Betriebsstrecke der Münchner U-Bahn in die dreigleisige Betriebsanlage Theresienwiese ab und weiter zum U-Bahnhof Schwanthalerhöhe der U4/U5 ab.
Am Harras besteht Anschluss zur S-Bahn-Linie S7 sowie zu den Zügen der Bayerischen Oberlandbahn (BOB). Manche Fahrten der U6 enden hier. Die folgenden Haltestellen Partnachplatz, Westpark und Holzapfelkreuth entstanden im Rahmen der IGA. Charakteristisch für diese drei Stationen sind die Farbverläufe an den Wänden.
Im weiteren Verlauf wird über Haderner Stern und Großhadern der Endbahnhof am Klinikum Großhadern erreicht, dessen Zugang an der Oberfläche in Form zweier Glaspyramiden weithin sichtbar ist. Die letzten drei Bahnhöfe sind die am aufwändigsten gestalteten der U6. Wand, Boden, Decke sowie das Lichtkonzept sind hier genau aufeinander abgestimmt und künstlerisch verarbeitet.

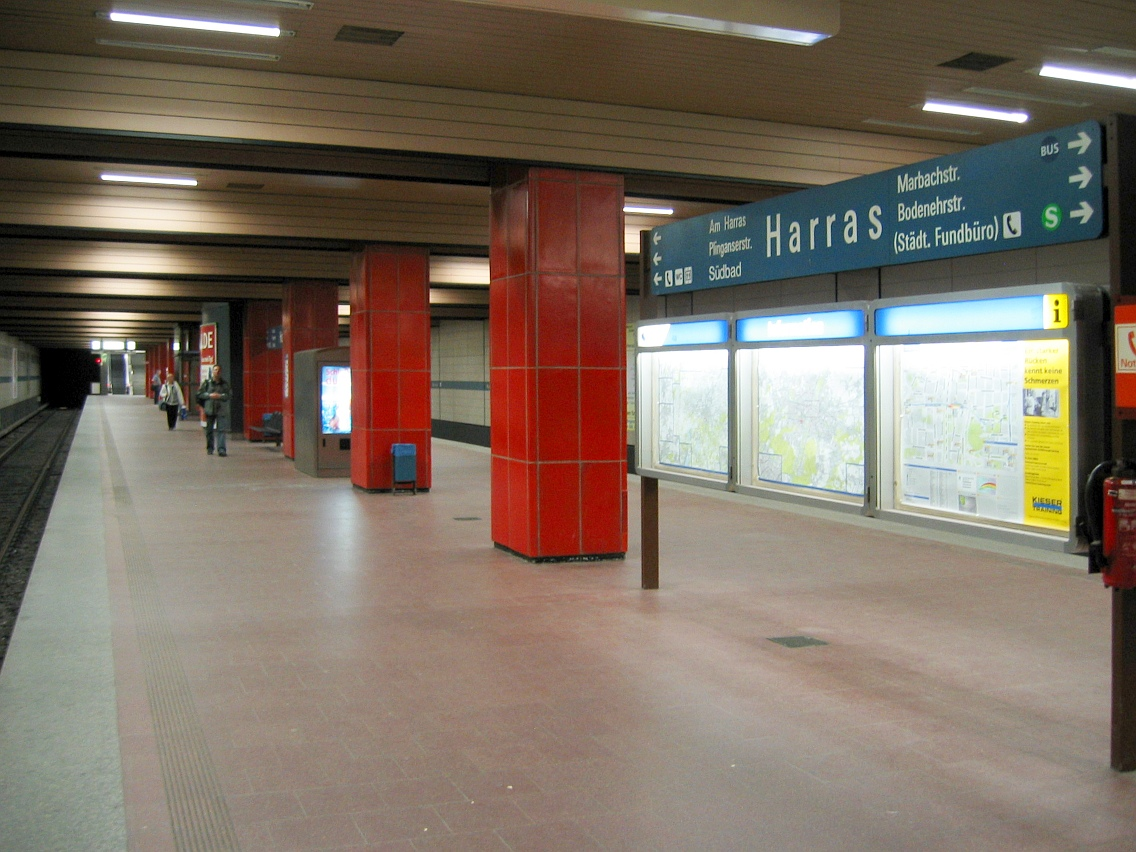
Harras
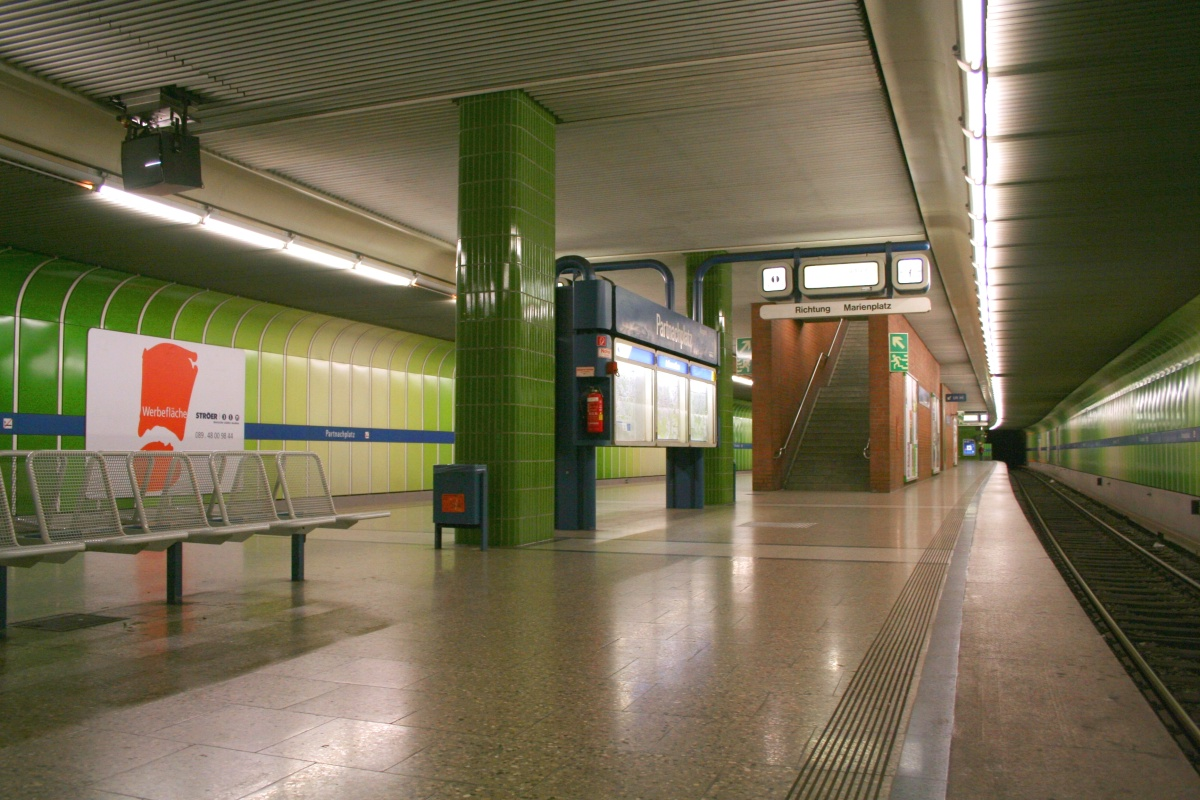
Partnachplatz
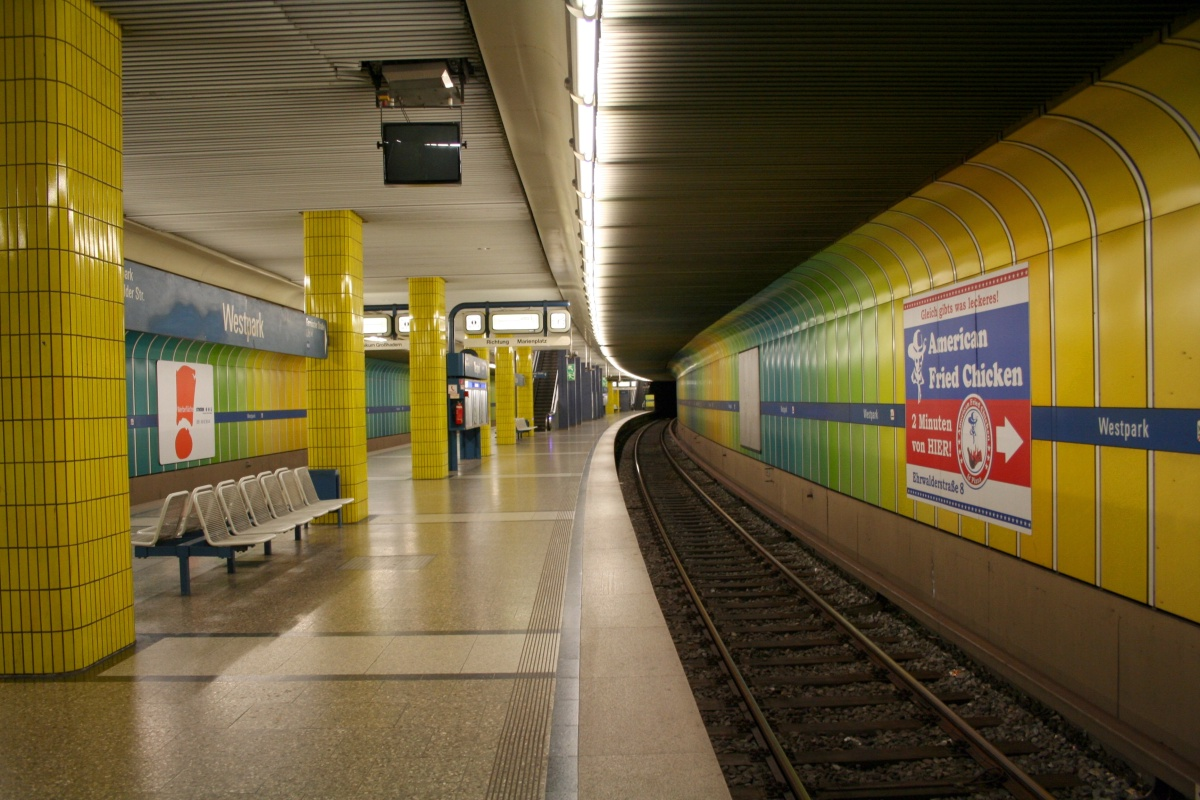
Westpark
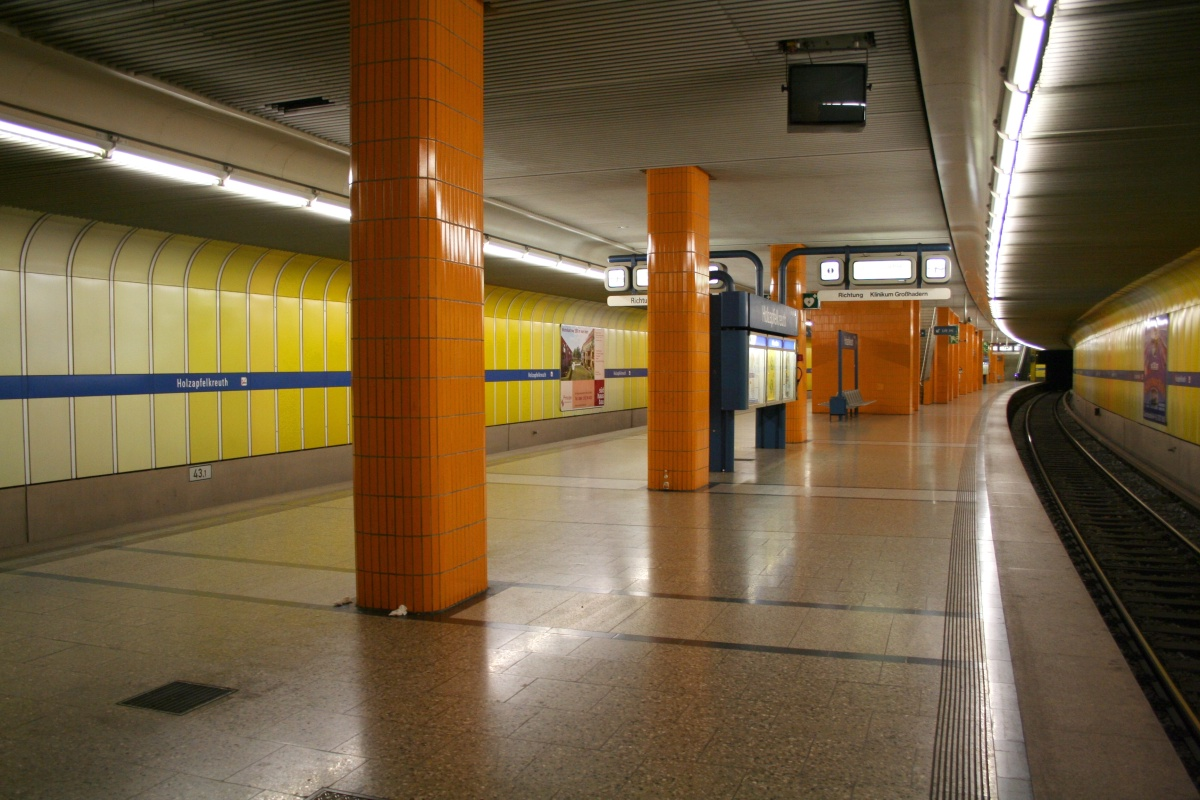
Holzapfelkreuth
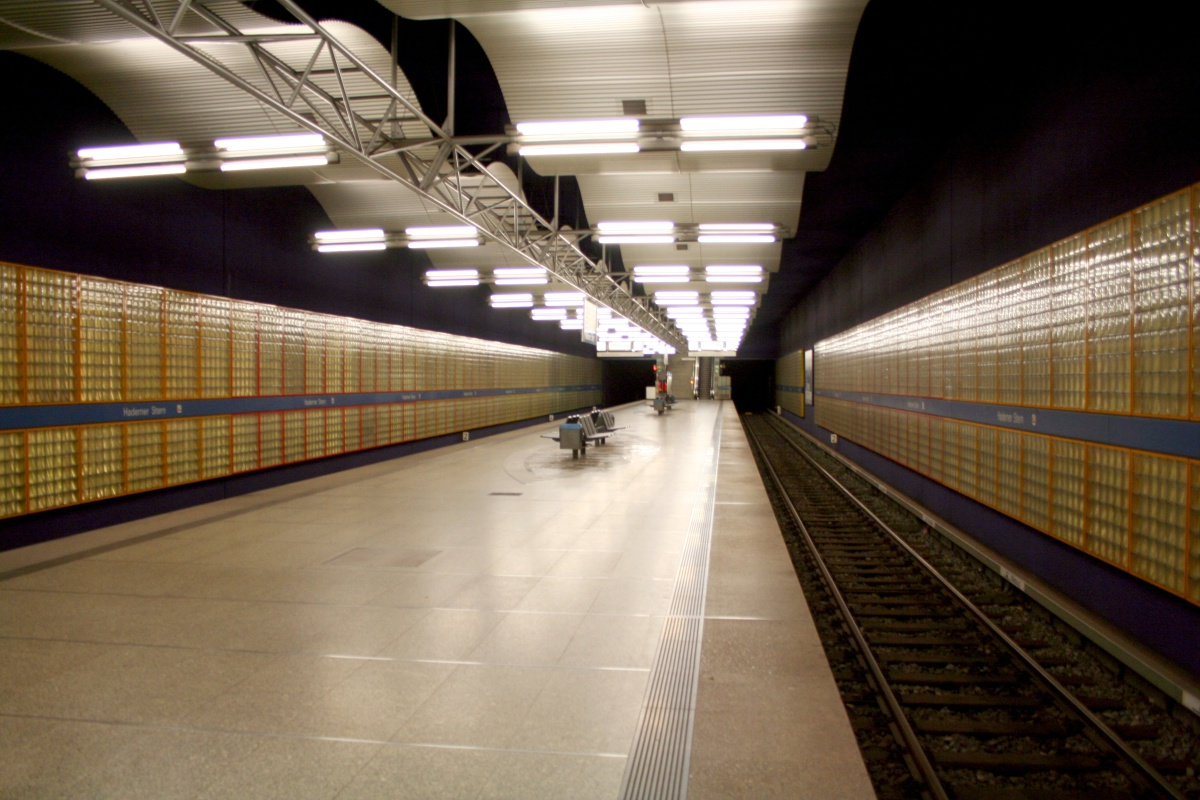
Haderner Stern

## Linien

### U3
Die Linie U3 der Münchner U-Bahn hat 25 Stationen und ist mehr als 20 km lang. Sie verläuft vom Bahnhof in Moosach zunächst in östlicher Richtung, bevor sie sich in Oberwiesenfeld nach Südosten in Richtung Münchner Freiheit wendet. Über die parallel zur Isar nach Südwesten verlaufenden Stammstrecke unterquert die Linie insbesondere die Altstadt. Sie erschließt den Stadtbezirk Sendling in Nord-Süd-Richtung, wendet sich hinter Thalkirchen nach Westen und erreicht über Obersendling und Fürstenried ihren südlichen Endpunkt.
| Linie | Verlauf |
| ----- | --- |
| U3    | Moosach – (797 m) – Moosacher St.-Martins-Platz – (880 m) – Olympia-Einkaufszentrum – (1416 m) – Oberwiesenfeld – (1061 m) – Olympiazentrum – (944 m) – Petuelring – (832 m) – Scheidplatz – (793 m) – Bonner Platz – (1042 m) – Münchner Freiheit – (579 m) – Giselastraße – (744 m) – Universität – (788 m) – Odeonsplatz – (640 m) – Marienplatz – (884 m) – Sendlinger Tor – (843 m) – Goetheplatz – (677 m) – Poccistraße – (624 m) – Implerstraße – (849 m) – Brudermühlstraße – (1149 m) – Thalkirchen – (1129 m) – Obersendling – (785 m) – Aidenbachstraße – (782 m) – Machtlfinger Straße – (1195 m) – Forstenrieder Allee – (808 m) – Basler Straße – (936 m) – Fürstenried West |

### U6
Die Linie U6 hat 26 Stationen und ist mit 27,4 km die längste Linie der Münchner U-Bahn. Als einzige U-Bahn-Linie beginnt sie außerhalb des Münchener Stadtgebietes: Von Garching aus führt die U6 links der Isar, immer ein bis drei Kilometer vom Fluss entfernt, zunächst an der Allianz Arena vorbei und schließlich mit der Linie U3 durch die Münchener Altstadt und weiter bis Sendling, wo sie sich alleine nach Westen zu ihrem südlichen Endpunkt am Klinikum Großhadern wendet.
| Linie | Verlauf |
| ----- | --- |
| U6    | Garching-Forschungszentrum – (2560 m) – Garching – (1827 m) – Garching-Hochbrück – (4208 m) – Fröttmaning – (830 m) – Kieferngarten – (1431 m) – Freimann – (1087 m) – Studentenstadt – (660 m) – Alte Heide – (740 m) – Nordfriedhof – (813 m) – Dietlindenstraße – (712 m) – Münchner Freiheit – (579 m) – Giselastraße – (744 m) – Universität – (788 m) – Odeonsplatz – (640 m) – Marienplatz – (884 m) – Sendlinger Tor – (843 m) – Goetheplatz – (677 m) – Poccistraße – (624 m) – Implerstraße – (1236 m) – Harras – (837 m) – Partnachplatz – (760 m) – Westpark – (1084 m) – Holzapfelkreuth – (1050 m) – Haderner Stern – (1097 m) – Großhadern – (731 m) – Klinikum Großhadern |

Die U6 verkehrt als einzige U-Bahn-Linie auch montags bis freitags außerhalb der Hauptverkehrszeiten sowie samstags tagsüber abschnittweise häufiger als alle zehn Minuten. Zwischen Münchner Freiheit und Harras verkehren dann die Züge abwechselnd im zeitlichen Abstand von vier und sechs Minuten. Zusammen mit den Zügen der Linie U3, die jeweils drei Minuten nach zwei innerhalb von vier Minuten verkehrenden Zügen der Linie U6 fahren, entsteht auf der Stammstrecke ein 4/3/3-Minuten-Takt.

### U8
Seit dem 15. Dezember 2013 verkehrt die Verstärkerlinie U8 samstags von Olympiazentrum über den Hauptbahnhof zum Sendlinger Tor. Zwischen Olympiazentrum und Scheidplatz teilt sie sich die Strecke mit der Linie U3. Anschließend verläuft sie wie die Linie U2. Damit erhalten die bereits seit einiger Zeit samstags durchgeführten Fahrten zwischen Olympiazentrum und Sendlinger Tor eine eigene Liniennummer. Die Linie fährt auf einer Teilstrecke der bereits von 1980 bis 1988 von Olympiazentrum über Sendlinger Tor  nach Neuperlach Süd verkehrenden U8 (heute U2).
| Linie | Verlauf |
| ----- | --- |
| U8    | nur samstags: Olympiazentrum – (944 m) – Petuelring – (832 m) – Scheidplatz – (1103 m) – Hohenzollernplatz – (756 m) – Josephsplatz – (513 m) – Theresienstraße – (730 m) – Königsplatz – (583 m) – Hauptbahnhof – (905 m) – Sendlinger Tor – (746 m) – Fraunhoferstraße – (1116 m) – Kolumbusplatz – (711 m) – Silberhornstraße – (553 m) – Untersbergstraße – (654 m) – Giesing – (1280 m) – Karl-Preis-Platz – (868 m) – Innsbrucker Ring – (982 m) – Michaelibad – (1708 m) – Quiddestraße – (778 m) – Neuperlach Zentrum |

## Erweiterungen in Bau und Planung

### Martinsried (U6 Süd)
Die Verlängerung der U6 im Süden nach Martinsried wurde am 20. Juli 2009 vom Kreistag München beschlossen. Die etwa 900 Meter lange Strecke sollte ursprünglich 2014/2015 in Betrieb gehen; die Baukosten wurden mit 67 Millionen Euro veranschlagt. Die Verhandlungen über die Finanzierungen erwiesen sich jedoch als schwierig. Das bayerische Kabinett hat im Dezember 2014 seine Zustimmung zu dem Projekt gegeben. Der Zeitplan sah zunächst den Baubeginn für Ende 2016 und die Inbetriebnahme für Ende 2020 vor, musste aber 2018 auf einen Baubeginn frühestens 2020 korrigiert werden. Nachdem die Bauarbeiten im November 2022 begonnen hatten, erfolgte der symbolische Spatenstich am 6. Februar 2023. Stand Anfang 2023 wurde mit einer Eröffnung der Erweiterung nach Martinsried im Jahr 2027 und Baukosten in Höhe von 212 Millionen Euro gerechnet.

### Untermenzing (U3 Nord)
Eine Verlängerung der U3 über Moosach hinaus nach Westen zum 2005 eröffneten S-Bahnhof Untermenzing ist im Verkehrsentwicklungsplan 2006 der Stadt München als „Korridor für Netzergänzung“ gekennzeichnet. Langfristig könnte auch eine Verlängerung zum Bahnhof München-Pasing realisiert werden.

### Landkreis Freising (U6 Nord)
Da das Nordende der U6, der Bahnhof Garching-Forschungszentrum, bereits direkt an der Grenze zum Landkreis Freising liegt, wird eine Verlängerung nach Norden zu den S-Bahn-Haltestellen Neufahrn, Eching oder gar Flughafen gefordert (siehe Regionalplan München 2004). In einer von der MVG selbst in Auftrag gegebenen Machbarkeitsstudie wurde eine Verlängerung der U6 zum Neufahrner S-Bahnhof untersucht. Während die Studie den Erwartungen entsprechend aufzeigte, dass diese Planungen keinen Ersatz für eine Schnellbahn- bzw. Express-S-Bahn-Verbindung zwischen dem Münchner Hauptbahnhof und dem Flughafen darstellt, kam sie doch zu dem Ergebnis, dass die Vernetzung von U6 und S1 viele Vorteile bringen würde. So wurde neben den Fahrzeitgewinnen zum Flughafen ab der U6-Haltestelle Universität vor allem die Erreichbarkeit der Allianz-Arena vom Flughafen und von Nord- und Ostbayern aus und die Verbindung der Standorte Garching und Freising-Weihenstephan der TU München hervorgehoben. Die Verlängerung der U6 zur S1 ist gegenwärtig (Stand 2017) wieder Gegenstand von Untersuchungen zur Verbesserung des öffentlichen Nahverkehrs im Landkreis München. Auf Grund der Zunahme des Individualverkehrs in den letzten 10 Jahren wurde im November 2018 beschlossen, eine neue Machbarkeitsstudie für die Verlängerung zu planen.

## Trivia
Die Liniennummer stammt von der Straßenbahnlinie 6, die vor der Eröffnung der U6 mit einem Laufweg von Freimann über Nordfriedhof, Odeonsplatz, Stachus, Sendlinger-Tor-Platz, Harras zum Lorettoplatz ein der heutigen U6 ähnliches Einzugsgebiet bediente.

## Weiterführende Informationen